# 1981
| [ Edytuj tabelę ]                                                | |
| Przewodniczący Rady Państwa                                      | - 1972 Henryk Jabłoński 1985 |
| Premier Polski                                                   | - 1980 Józef Pińkowski 1981 - 1981 Wojciech Jaruzelski 1985                                                                                     |
| Prezydent Polski na uchodźstwie                                  | - 1979 Edward Bernard Raczyński 1986 |
| Premier rządu RP na uchodźstwie                                  | - 1976 Kazimierz Sabbat 1986 |
| I sekretarz KC PZPR                                              | - 1980 Stanisław Kania 1981 - 1981 Wojciech Jaruzelski 1989                                                                                     |
| Prezydent Afganistanu                                            | - 1979 Babrak Karmal 1986 |
| Premier Afganistanu                                              | - 1979 Babrak Karmal 1981 - 1981 Sultan Ali Kesztmand 1988                                                                                      |
| Przywódca Albanii                                                | - 1944 Enver Hoxha 1985 |
| Premier Albanii                                                  | - 1954 Mehmet Shehu 1981 |
| Prezydent Algierii                                               | - 1979 Szadli Bendżedid 1992 |
| Premier Algierii                                                 | - 1979 Mohamed Ben Ahmed Abdelghani 1984 |
| Współksiążęta Andory                                             | - 1971 Joan Martí i Alanís 2003 - 1974 Valéry Giscard d’Estaing 1981 - 1981 François Mitterrand 1995                                            |
| Prezydent Angoli                                                 | - 1979 José Eduardo dos Santos 2017 |
| Premier Antigui i Barbudy                                        | - 1981 Vere Cornwall Bird 1994 |
| Król Arabii Saudyjskiej                                          | - 1975 Chalid ibn Abd al-Aziz Al Su’ud 1982 |
| Prezydent Argentyny                                              | - 1976 gen. Jorge Rafael Videla 1981 - 1981 Roberto Eduardo Viola 1981 - 1981 Carlos Alberto Lacoste 1981 - 1981 Leopoldo Galtieri 1982         |
| Premier Australii                                                | - 1975 Malcolm Fraser 1983 |
| Prezydent Austrii                                                | - 1974 Rudolf Kirchschläger 1986 |
| Kanclerz Austrii                                                 | - 1970 Bruno Kreisky 1983 |
| Premier Bahamów                                                  | - 1973 Lynden Pindling 1992 |
| Emir Bahrajnu                                                    | - 1971 Isa ibn Salman Al Chalifa 1999 |
| Premier Bahrajnu                                                 | - 1970 Chalifa ibn Salman Al Chalifa 2020 |
| Prezydent Bangladeszu                                            | - 1977 Ziaur Rahman 1981 - 1981 Abdus Sattar 1982                                                                                               |
| Premier Bangladeszu                                              | - 1979 Shah Azizur Rahman 1982 |
| Premier Barbadosu                                                | - 1976 Tom Adams 1985 |
| Prezydent Birmy                                                  | - 1974 Ne Win 1981 - 1981 San Yu 1988 |
| Premier Birmy                                                    | - 1977 Maung Maung Kha 1988 |
| Król Belgów                                                      | - 1951 Baudouin 1993 |
| Premier Belgii                                                   | - 1979 Wilfried Martens 1981 - 1981 Mark Eyskens 1981 - 1981 Wilfried Martens 1992                                                              |
| Premier Belize                                                   | - 1981 George Cadle Price 1984 |
| Prezydent Beninu                                                 | - 1972 Mathieu Kérékou 1991 |
| Król Bhutanu                                                     | - 1972 Jigme Singye Wangchuck 2006 |
| Premier Bhutanu                                                  | - 1964 urząd zniesiony 1998 |
| Prezydent Boliwii                                                | - 1980 Luis García Meza Tejada 1981 - 1981 Celso Torrelio Villa 1982                                                                            |
| Prezydent Botswany                                               | - 1980 Quett Masire 1998 |
| Prezydent Brazylii                                               | - 1979 João Baptista de Oliveira Figueiredo 1985                                                                                                |
| Sułtan Brunei                                                    | - 1967 Hassanal Bolkiah |
| Przywódca Bułgarii                                               | - 1954 Todor Żiwkow 1989 |
| Premier Bułgarii                                                 | - 1971 Stanko Todorow 1981 - 1981 Grisza Filipow 1986                                                                                           |
| Prezydent Burundi                                                | - 1976 Jean-Baptiste Bagaza 1987 |
| Premier Burundi                                                  | - 1978 urząd zniesiony 1988 |
| Prezydent Chile                                                  | - 1973 Augusto Pinochet 1990 |
| Przewodniczący ChRL                                              | - 1978 Ye Jianying 1983 |
| Premier Chin                                                     | - 1980 Zhao Ziyang 1987 |
| Prezydent Cypru                                                  | - 1977 Spiros Kiprianu 1988 |
| Prezydent Czadu                                                  | - 1979 Goukouni Oueddei 1982 |
| Premier Czadu                                                    | - 1979 urząd zniesiony 1982 |
| Prezydent Czechosłowacji                                         | - 1975 Gustáv Husák 1989 |
| Premier Czechosłowacji                                           | - 1970 Lubomír Štrougal 1988 |
| Król Danii                                                       | - 1972 Małgorzata II 2024 |
| Premier Danii                                                    | - 1975 Anker Jørgensen 1982 |
| Dalajlama                                                        | - 1940 Tenzin Gjaco |
| Prezydent Dominikany                                             | - 1978 Antonio Guzmán Fernández 1982 |
| Prezydent Dominiki                                               | - 1980 Aurelius Marie 1983 |
| Premier Dominiki                                                 | - 1980 Eugenia Charles 1995 |
| Prezydent Dżibuti                                                | - 1977 Hasan Guled Aptidon 1999 |
| Premier Dżibuti                                                  | - 1978 Barkat Gourad Hamadou 2001 |
| Prezydent Egiptu                                                 | - 1970 Anwar as-Sadat 1981 - 1981 Sufi Abu Talib (p.o) 1981 - 1981 Husni Mubarak 2011                                                           |
| Premier Egiptu                                                   | - 1980 Anwar as-Sadat 1981 - 1981 Husni Mubarak 1982                                                                                            |
| Prezydent Ekwadoru                                               | - 1979 Jaime Roldós Aguilera 1981 - 1981 Osvaldo Hurtado Larrea 1984                                                                            |
| Przewodniczący Wojskowej Rady Administracyjnej Etiopii           | - 1977 Mengystu Hajle Marjam 1987 |
| Przew. Komisji Europejskiej                                      | - 1981 Gaston Thorn (Luksemburg) 1984 |
| Premier Fidżi                                                    | - 1970 Kamisese Mara 1987 |
| Prezydent Filipin                                                | - 1965 Ferdinand Marcos 1986 |
| Prezydent Finlandii                                              | - 1956 Urho Kekkonen 1981 - 1981 Mauno Koivisto 1994                                                                                            |
| Premier Finlandii                                                | - 1979 Mauno Koivisto 1982 - 1981 Eino Uusitalo (p.o.) 1982                                                                                     |
| Prezydent Francji                                                | - 1974 Valéry Giscard d’Estaing 1981 - 1981 François Mitterrand 1995                                                                            |
| Premier Francji                                                  | - 1976 Raymond Barre 1981 - 1981 Pierre Mauroy 1984                                                                                             |
| Prezydent Gabonu                                                 | - 1967 Omar Bongo 2009 |
| Premier Gabonu                                                   | - 1975 Léon Mébiame 1990 |
| Prezydent Gambii                                                 | - 1970 Dawda Kairaba Jawara 1994 |
| Prezydent Ghany                                                  | - 1979 Hilla Limann 1981 - 1981 Jerry John Rawlings 2001                                                                                        |
| Prezydent Górnej Wolty                                           | - 1980 urząd zniesiony 1982 |
| Prezydent Grecji                                                 | - 1980 Konstandinos Karamanlis 1985 |
| Premier Grecji                                                   | - 1980 Jeorjos Ralis 1981 - 1981 Andreas Papandreu 1989                                                                                         |
| Premier Grenady                                                  | - 1979 Maurice Bishop 1983 |
| Prezydent Gujany                                                 | - 1980 Forbes Burnham 1985 |
| Premier Gujany                                                   | - 1980 Ptolemy Reid 1984 |
| Prezydent Gwatemali                                              | - 1978 Fernando Romeo Lucas García 1982 |
| Prezydent Gwinei                                                 | - 1958 Ahmed Sekou Touré 1984 |
| Premier Gwinei                                                   | - 1972 Louis Lansana Beavogui 1984 |
| Prezydent Gwinei Bissau                                          | - 1980 João Bernardo Vieira 1984 |
| Premier Gwinei Bissau                                            | - 1980 wakat 1982 |
| Prezydent Gwinei Równikowej                                      | - 1979 Teodoro Obiang Nguema Mbasogo |
| Prezydent Haiti                                                  | - 1971 Jean-Claude Duvalier 1986 |
| Król Hiszpanii                                                   | - 1975 Jan Karol I 2014 |
| Premier Hiszpanii                                                | - 1976 Adolfo Suárez 1981 - 1981 Leopoldo Calvo-Sotelo 1982                                                                                     |
| Król Holandii                                                    | - 1980 Beatrycze 2013 |
| Premier Holandii                                                 | - 1977 Dries van Agt 1982 |
| Prezydent Hondurasu                                              | - 1978 Policarpo Paz García (p.o.) 1982 |
| Najwyższy przywódca Iranu                                        | - 1979 Ruhollah Chomejni 1989 |
| Prezydent Iranu                                                  | - 1980 Abol Hassan Bani-Sadr 1981 - 1981 Mohammad Ali Radżai 1981 - 1981 Ali Chamenei 1989                                                      |
| Premier Iranu                                                    | - 1980 Mohammad Ali Radżai 1981 - 1981 Mohammad Dżawad Bahonar 1981 - 1981 Mohammad Reza Mahdawi Kani (p.o.) 1981 - 1981 Mir-Hosejn Musawi 1989 |
| Prezydent Iraku                                                  | - 1979 Saddam Husajn 2003 |
| Premier Iraku                                                    | - 1979 Saddam Husajn 1991 |
| Prezydent Indii                                                  | - 1977 Neelam Sanjiva Reddy 1982 |
| Premier Indii                                                    | - 1980 Indira Gandhi 1984 |
| Prezydent Indonezji                                              | - 1967 Suharto 1998 |
| Prezydent Irlandii                                               | - 1976 Patrick Hillery 1990 |
| Premier Irlandii                                                 | - 1979 Charles Haughey 1981 - 1981 Garret FitzGerald 1982                                                                                       |
| Prezydent Islandii                                               | - 1980 Vigdís Finnbogadóttir 1996 |
| Premier Islandii                                                 | - 1980 Gunnar Thoroddsen 1983 |
| Prezydent Izraela                                                | - 1978 Icchak Nawon 1983 |
| Premier Izraela                                                  | - 1977 Menachem Begin 1983 |
| Premier Jamajki                                                  | - 1980 Edward Seaga 1989 |
| Cesarz Japonii                                                   | - 1926 Hirohito 1989 |
| Premier Japonii                                                  | - 1980 Zenkō Suzuki 1982 |
| Prezydent Jemenu Południowego                                    | - 1980 Ali Nasir Muhammad 1986 |
| Prezydent Jemenu Północnego                                      | - 1978 Ali Abd Allah Salih 1990 |
| Król Jordanii                                                    | - 1952 Husajn 1999 |
| Premier Jordanii                                                 | - 1980 Mudar Badran 1984 |
| Prezydent Jugosławii                                             | - 1980 Cvijetin Mijatović 1981 - 1981 Sergej Kraigher 1982                                                                                      |
| Premier Jugosławii                                               | - 1977 Veselin Duranović 1982 |
| Prezydent Kamerunu                                               | - 1960 Ahmadou Ahidjo 1982 |
| Premier Kamerunu                                                 | - 1975 Paul Biya 1982 |
| Przywódca Ludowej Republiki Kampuczy                             | - 1972 Heng Samrin 1992 |
| Premier Republiki Kampuczy                                       | - 1979 urząd zniesiony 1981 - 1981 Pen Sovan 1981                                                                                               |
| Premier Kanady                                                   | - 1980 Pierre Trudeau 1984 |
| Emir Kataru                                                      | - 1972 Chalifa ibn Ahmad 1995 |
| Premier Kataru                                                   | - 1971 Chalifa ibn Ahmad 1995 |
| Prezydent Kenii                                                  | - 1978 Daniel Moi 2002 |
| Prezydent Kiribati                                               | - 1979 Ieremia Tabai 1982 |
| Prezydent Kolumbii                                               | - 1978 Julio César Turbay Ayala 1982 |
| Prezydent Konga                                                  | - 1979 Denis Sassou-Nguesso 1992 |
| Premier Konga                                                    | - 1975 Louis Sylvain Goma 1984 |
| Patriarcha Konstantynopola                                       | - 1972 Dymitr I 1991 |
| Prezydent Korei Południowej                                      | - 1980 Chun Doo-hwan 1988 |
| Premier Korei Południowej                                        | - 1980 Nam Duck-woo 1982 |
| Prezydent KRLD                                                   | - 1972 Kim Il Sŏng 1994 |
| Premier KRLD                                                     | - 1977 Ri Jong Ok 1984 |
| Prezydent Kostaryki                                              | - 1978 Rodrigo Carazo Odio 1982 |
| Przewodniczący Rady Państwa Kuby                                 | - 1976 Fidel Castro 2008 |
| Emir Kuwejtu                                                     | - 1977 Dżabir III 2006 |
| Premier Kuwejtu                                                  | - 1978 Sad al-Abd Allah as-Salim as-Sabah 2003                                                                                                  |
| Prezydent Laosu                                                  | - 1975 Tiao Souphanouvong 1991 |
| Król Lesotho                                                     | - 1966 Moshoeshoe II 1990 |
| Premier Lesotho                                                  | - 1965 Leabua Jonathan 1986 |
| Prezydent Libanu                                                 | - 1976 Iljas Sarkis 1982 |
| Premier Libanu                                                   | - 1980 Szafik al-Wazzan 1984 |
| Prezydent Liberii                                                | - 1980 Samuel Doe 1990 |
| Przywódca Libii                                                  | - 1969 Mu’ammar al-Kaddafi 2011 |
| Premier Libii                                                    | - 1979 Dżad Allah Azzuz at-Talhi 1984 |
| Sekretarz generalny PKL Libii                                    | - 1979 Abd al-Ati al-Ubajdi 1981 - 1981 Muhammad az-Zarruk Radżab 1984                                                                          |
| Książę Liechtensteinu                                            | - 1938 Franciszek Józef II 1989 |
| Premier Liechtensteinu                                           | - 1978 Hans Brunhart 1993 |
| Premier Litwyna emigracji                                        | - 1940 Stasys Lozoraitis 1983 |
| Wielki książę Luksemburga                                        | - 1964 Jan 2000 |
| Premier Luksemburga                                              | - 1979 Pierre Werner 1984 |
| Prezydent Madagaskaru                                            | - 1975 Didier Ratsiraka 1993 |
| Premier Madagaskaru                                              | - 1977 Désiré Rakotoarijaona 1988 |
| Prezydent Malawi                                                 | - 1966 Hastings Kamuzu Banda 1994 |
| Prezydent Malediwów                                              | - 1978 Maumun ̓Abdul Gajum 2008 |
| Król Malezji                                                     | - 1979 Ahmad Shah 1984 |
| Premier Malezji                                                  | - 1976 Hussein Onn 1981 - 1981 Mahathir bin Mohamad 2003                                                                                        |
| Prezydent Mali                                                   | - 1968 Moussa Traoré 1991 |
| Premier Mali                                                     | - 1969 urząd zniesiony 1986 |
| Prezydent Malty                                                  | - 1976 Anton Buttigieg 1981 - 1981 Albert Hyzler 1982                                                                                           |
| Premier Malty                                                    | - 1971 Dom Mintoff 1984 |
| Król Maroka                                                      | - 1961 Hassan II 1999 |
| Premier Maroka                                                   | - 1979 Maati Bouabid 1983 |
| Prezydent Mauretanii                                             | - 1980 Muhammad Chuna uld Hajdalla 1984 |
| Premier Mauretanii                                               | - 1980 Sid Ahmed Ould Bneijara 1981 - 1981 Maawija uld Sid’Ahmad Taja 1984                                                                      |
| Premier Mauritiusa                                               | - 1968 Seewoosagur Ramgoolam 1982 |
| Prezydent Meksyku                                                | - 1976 José López Portillo 1982 |
| Książę Monako                                                    | - 1949 Rainier III 2005 |
| Minister stanu Monako                                            | - 1972 André Saint-Mleux 1981 - 1981 Jean Herly 1985                                                                                            |
| Przewodniczący Prezydium Wielkiego Churału Ludowego Mongolii     | - 1974 Jumdżaagijn Cedenbal 1984 |
| Premier Mongolii                                                 | - 1974 Dżambyn Batmönch 1984 |
| Prezydent Mozambiku                                              | - 1975 Samora Machel 1986 |
| Sekretarz generalny NATO                                         | - 1971 Joseph Luns (Holandia) 1984 |
| Prezydent Nauru                                                  | - 1978 Hammer DeRoburt 1986 |
| Król Nepalu                                                      | - 1972 Birendra 2001 |
| Premier Nepalu                                                   | - 1979 Surya Bahadur Thapa 1983 |
| Prezydent Niemiec                                                | - 1979 Karl Carstens 1984 |
| Kanclerz Niemiec                                                 | - 1974 Helmut Schmidt 1982 |
| Prezydent Nigru                                                  | - 1974 Seyni Kountché 1987 |
| Prezydent Nigerii                                                | - 1979 Shehu Shagari 1983 |
| Prezydent Nikaragui                                              | - 1979 junta 1985 |
| Król Norwegii                                                    | - 1957 Olaf V 1991 |
| Premier Norwegii                                                 | - 1976 Odvar Nordli 1981 - 1981 Gro Harlem Brundtland 1981 - 1981 Kåre Willoch 1986                                                             |
| Premier Nowej Zelandii                                           | - 1975 Robert Muldoon 1984 |
| Przewodniczący Rady Państwa NRD                                  | - 1976 Erich Honecker 1989 |
| Premier NRD                                                      | - 1976 Willi Stoph 1989 |
| Sułtan Omanu                                                     | - 1970 Kabus ibn Sa’id 2020 |
| Sekretarz generalny ONZ                                          | - 1972 Kurt Waldheim (Austria) 1981 |
| Prezydent Pakistanu                                              | - 1978 Muhammad Zia ul-Haq 1988 |
| Premier Pakistanu                                                | - 1977 urząd zniesiony 1985 |
| Prezydent Palau                                                  | - 1981 Haruo Remeliik 1985 |
| Prezydent Panamy                                                 | - 1978 Aristides Royo 1982 |
| Wojskowy przywódca Panamy                                        | - 1968 Omar Torrijos 1981 - 1981 Florencio Flores Aguilar 1982                                                                                  |
| Papież                                                           | - 1978 Jan Paweł II 2005 |
| Premier Papui-Nowej Gwinei                                       | - 1980 Julius Chan 1982 |
| Prezydent Paragwaju                                              | - 1954 gen. Alfredo Stroessner 1989 |
| Prezydent Peru                                                   | - 1980 Fernando Belaúnde Terry 1985 |
| Premier Peru                                                     | - 1979 Pedro Richter Prada 1985 - 1980 Manuel Ulloa Elías 1982                                                                                  |
| Prezydent Południowej Afryki                                     | - 1979 Marais Viljoen 1984 |
| Premier Południowej Afryki                                       | - 1978 Pieter Botha 1984 |
| Prezydent Portugalii                                             | - 1976 António Ramalho Eanes 1986 |
| Premier Portugalii                                               | - 1980 Diogo Freitas do Amaral 1981 - 1981 Francisco Pinto Balsemão 1983                                                                        |
| Sekretarz generalny Rady Europy                                  | - 1979 Francenz Karasek (Austria) 1984 |
| Prezydent Republiki Środkowoafrykańskiej                         | - 1979 David Dacko 1981 - 1981 André Kolingba 1993                                                                                              |
| Premier Republiki Środkowoafrykańskiej                           | - 1980 Jean-Pierre Lebouder 1981 - 1981 Simon Narcisse Bozanga 1981 - 1981 urząd zniesiony 1991                                                 |
| Prezydent Republiki Zielonego Przylądka                          | - 1975 Aristides Pereira 1991 |
| Premier Republiki Zielonego Przylądka                            | - 1975 Pedro Pires 1991 |
| Prezydent Rumunii                                                | - 1967 Nicolae Ceaușescu 1989 |
| Premier Rumunii                                                  | - 1979 Ilie Verdeț 1982 |
| Prezydent Rwandy                                                 | - 1973 Juvénal Habyarimana 1994 |
| Premier Saint Lucia                                              | - 1979 Allan Louisy 1981 - 1981 Winston Cenac 1982                                                                                              |
| Premier Saint Vincent i Grenadyn                                 | - 1979 Milton Cato 1984 |
| Prezydent Salwadoru                                              | - 1979 junta 1982 |
| O le Ao o le Malo Samoa                                          | - 1962 Malietoa Tanumafili II 2007 |
| Premier Samoa                                                    | - 1976 Tupua Tamasese Tupuola Tufuga Efi 1982                                                                                                   |
| Kapitanowie regenci San Marino                                   | - 1980 Giancarlo Berardi Rossano Zafferani 1981 - 1981 Gastone Pasolini Maria Lea Pedini Angelini 1981 - 1981 Mario Rossi Ubaldo Biordi 1982    |
| Sekretarz Stanu do spraw Politycznych i Zagranicznych San Marino | - 1978 Giordano Bruno Reffi 1986 |
| Prezydent Senegalu                                               | - 1981 Abdou Diouf 2000 |
| Premier Senegalu                                                 | - 1981 Habib Thiam 1983 |
| Prezydent Seszeli                                                | - 1977 France-Albert René 2004 |
| Prezydent Sierra Leone                                           | - 1971 Siaka Stevens 1985 |
| Prezydent Singapuru                                              | - 1971 Benjamin Sheares 1981 - 1981 Yeoh Ghim Seng (p.o.) 1981 - 1981 Devan Nair 1985                                                           |
| Premier Singapuru                                                | - 1965 Lee Kuan Yew 1990 |
| Prezydent Somalii                                                | - 1969 Mohammed Siad Barre 1991 |
| Premier Somalii                                                  | - 1970 urząd zniesiony 1987 |
| Prezydent Sri Lanki                                              | - 1978 Junius Jayewardene 1989 |
| Premier Sri Lanki                                                | - 1978 Ranasinghe Premadasa 1989 |
| Król Suazi                                                       | - 1968 Sobhuza II 1982 |
| Premier Suazi                                                    | - 1979 Mabandla Dlamini 1983 |
| Prezydent Sudanu                                                 | - 1969 Dżafar Muhammad an-Numajri 1985 |
| Premier Sudanu                                                   | - 1977 Dżafar Muhammad an-Numajri 1985 |
| Prezydent Surinamu                                               | - 1980 Hendrick Chin A Sen 1982 |
| Prezydent Syrii                                                  | - 1971 Hafiz al-Asad 2000 |
| Premier Syrii                                                    | - 1980 Abd ar-Ra’uf al-Kasm 1987 |
| Prezydent Szwajcarii                                             | - 1981 Kurt Furgler 1981 |
| Król Szwecji                                                     | - 1973 Karol XVI Gustaw |
| Premier Szwecji                                                  | - 1979 Thorbjörn Fälldin 1982 |
| Król Tajlandii                                                   | - 1946 Bhumibol Adulyadej 2016 |
| Premier Tajlandii                                                | - 1980 Prem Tinsulanonda 1988 |
| Prezydent Tajwanu                                                | - 1978 Chiang Ching-kuo 1988 |
| Prezydent Tanzanii                                               | - 1964 Julius Nyerere 1985 |
| Premier Tanzanii                                                 | - 1980 Cleopa Msuya 1983 |
| Prezydent Togo                                                   | - 1967 Gnassingbé Eyadéma 2005 |
| Premier Togo                                                     | - 1961 urząd zniesiony 1991 |
| Król Tonga                                                       | - 1965 Taufaʻahau Tupou IV 2006 |
| Premier Tonga                                                    | - 1965 Sione Ngū Manumataongo Uelingatoni 1991                                                                                                  |
| Prezydent Trynidadu i Tobago                                     | - 1976 Ellis Clarke 1987 |
| Premier Trynidadu i Tobago                                       | - 1962 Eric Williams 1981 - 1981 George Chambers 1986                                                                                           |
| Prezydent Tunezji                                                | - 1957 Habib Burgiba 1987 |
| Premier Tunezji                                                  | - 1980 Muhammad Mizali 1986 |
| Prezydent Turcji                                                 | - 1980 Kenan Evren 1989 |
| Premier Turcji                                                   | - 1980 Bülent Ulusu 1983 |
| Prezydent Ugandy                                                 | - 1980 Milton Obote 1985 |
| Premier Ugandy                                                   | - 1980 Otema Allimadi 1985 |
| Prezydent Urugwaju                                               | - 1976 Aparicio Méndez 1981 - 1981 Gregorio Álvarez 1985                                                                                        |
| Prezydent USA                                                    | - 1977 Jimmy Carter 1981 - 1981 Ronald Reagan 1989                                                                                              |
| Prezydent Vanuatu                                                | - 1980 George Kalkoa 1984 |
| Premier Vanuatu                                                  | - 1980 Walter Lini 1991 |
| Prezydent Wenezueli                                              | - 1979 Luis Herrera Campins 1984 |
| Prezydent Węgier                                                 | - 1967 Pál Losonczi 1987 |
| Premier Węgier                                                   | - 1975 György Lázár 1987 |
| Monarcha Wielkiej Brytanii                                       | - 1952 Elżbieta II 2022 |
| Premier Wielkiej Brytanii                                        | - 1979 Margaret Thatcher 1990 |
| Prezydent Wietnamu                                               | - 1980 Nguyễn Hữu Thọ 1981 - 1981 Rada Państwa 1992                                                                                             |
| Premier Wietnamu                                                 | - 1976 Phạm Văn Đồng 1987 |
| Prezydent Włoch                                                  | - 1978 Sandro Pertini 1985 |
| Premier Włoch                                                    | - 1980 Arnaldo Forlani 1981 - 1981 Giovanni Spadolini 1982                                                                                      |
| Prezydent WKS                                                    | - 1960 Félix Houphouët-Boigny 1993 |
| Premier WKS                                                      | - 1960 urząd zniesiony 1990 |
| Prezydent Wysp Świętego Tomasza i Książęcej                      | - 1975 Manuel Pinto da Costa 1991 |
| Prezydent Zambii                                                 | - 1964 Kenneth Kaunda 1991 |
| Prezydent Zairu                                                  | - 1971 Mobutu Sese Seko 1997 |
| Prezydent Zimbabwe                                               | - 1980 Canaan Banana 1987 |
| Premier Zimbabwe                                                 | - 1980 Robert Mugabe 1987 |
| Prezydent ZEA                                                    | - 1971 Zajid ibn Sultan Al Nahajjan 2004 |
| Premier ZEA                                                      | - 1979 Raszid ibn Said al-Maktum 1990 |
| Przywódca ZSRR                                                   | - 1964 Leonid Breżniew 1982 |
| Premier ZSRR                                                     | - 1980 Nikołaj Tichonow 1985 |

Rok 1981 / MCMLXXXI
stulecia: XIX wiek ~
XX wiek ~
XXI wiek

dziesięciolecia:
1950–1959 •
1960–1969 •
1970–1979 •
1980–1989
• 1990–1999
• 2000–2009
• 2010–2019

lata: 1971 «
1976 «
1977 «
1978 «
1979 «
1980 «
1981
» 1982
» 1983
» 1984
» 1985
» 1986
» 1991

## Wydarzenia w Polsce
- 5 stycznia – Antoni Piechniczek został trenerem piłkarskiej reprezentacji Polski.
- 7 stycznia – podjęto decyzję o zamknięciu huty aluminium „Skawina” i wstrzymaniu produkcji celulozy w Jeleniej Górze.
- 8 stycznia – opanowano erupcję ropy w Karlinie, stłumiono pożar.
- 10 stycznia – zakończono akcję gaszenia pożaru szybu naftowego we wsi Krzywopłoty koło Karlina.
- 16 stycznia:
  - pierwszy transport ropy z Karlina dotarł do rafinerii.
  - odsłonięto pomnik Stefana Starzyńskiego w Ogrodzie Saskim w Warszawie (później przeniesiony na Saską Kępę).
- 26 stycznia–6 lutego – strajk generalny NSZZ „Solidarność” na Podbeskidziu.
- 27 stycznia – Te Deum Krzysztofa Pendereckiego dedykowano Janowi Pawłowi II.
- 29 stycznia – początek strajku studentów uczelni łódzkich.
- 1 lutego – premiera 1. odcinka serialu Rodzina Leśniewskich.
- 2 lutego – prymas Stefan Wyszyński w swoim kazaniu poparł zdecydowanie ruch „Solidarności”.
- 5 lutego – Główny Urząd Statystyczny poinformował, że przeciętna płaca w Polsce w 1980 wyniosła 5755 zł.
- 9 lutego – były premier Piotr Jaroszewicz został wykluczony z PZPR.
- 11 lutego:
  - Episkopat wezwał do stałego i uczciwego dialogu władz z obywatelami.
  - generał Wojciech Jaruzelski został premierem.
- 11–12 lutego – 29-letni Ryszard Sobok w Walimiu na Dolnym Śląsku zamordował 6 osób, w tym 4 dzieci.
- 17 lutego – zarejestrowano Niezależne Zrzeszenie Studentów – NZS.
- 23 lutego – Kazimierz Deyna podpisał kontrakt z amerykańskim klubem San Diego Sockers.
- 28 lutego – rząd Wojciecha Jaruzelskiego wprowadził kartki na mięso i wędliny.
- 8 marca:
  - pierwszy zjazd „Solidarności Rolników Indywidualnych” w Poznaniu; Jan Kułaj (woj.przemyskie) został wybrany przewodniczącym.
  - ujawniło się Zjednoczenie Patriotyczne „Grunwald”, skrajne ugrupowanie popierające władze. Przewodniczącym został reżyser Bohdan Poręba.
- 10 marca – doszło do pierwszego spotkania gen. Wojciecha Jaruzelskiego i Lecha Wałęsy.
- 16 marca – premiera filmu W biały dzień.
- 19 marca – „prowokacja bydgoska”, po sesji Wojewódzkiej Rady Narodowej w Bydgoszczy milicja pobiła trzech działaczy „Solidarności”.
- 22 marca – premiera serialu Tylko Kaśka.
- 24 marca – komunikat o przedłużeniu ćwiczeń „Sojuz 81” na czas nieokreślony. Zachodnie okręgi Armii Radzieckiej oraz jednostki stacjonujące w Polsce i NRD od wielu miesięcy trwały w podwyższonej gotowości bojowej.
- 26 marca – lecący z Warszawy samolot PLL LOT An-24W z 46 pasażerami i 4 członkami załogi na pokładzie, podczas podchodzenia do lądowania na lotnisku w Słupsku uderzył dwukrotnie o ziemię po czym stanął w płomieniach; zginął jeden z pasażerów, a 19 osób zostało rannych.
- 27 marca – generał Wojciech Jaruzelski podpisał tekst pt. Myśl przewodnia wprowadzenia Stanu Wojennego.
- 1 kwietnia:
  - wprowadzono reglamentację mięsa i wędlin (cukier reglamentowany był od 1976).
  - rozpoczął działalność ośrodek TVP w Rzeszowie.
- 3 kwietnia:
  - skończył się pierwszy zjazd Niezależnego Związku Studentów w Krakowie; Jarosław Guzy z Uniwersytetu Jagiellońskiego wybrany został przewodniczącym. Lech Lipiński z Uniwersytetu Wrocławskiego został przewodniczącym Komisji Rewizyjnej.
  - ukazał się pierwszy numer „Tygodnika Solidarność”.
- 6 kwietnia – premiera filmu Zamach stanu.
- 10 kwietnia – premier Wojciech Jaruzelski zaapelował z trybuny sejmowej o zawieszenie na 3 miesiące wszelkich akcji strajkowych.
- 16 kwietnia – Nadzwyczajny Zjazd Aktorów reaktywował dawną nazwę Związek Artystów Scen Polskich (ZASP); Andrzej Szczepkowski został prezesem.
- 21 kwietnia – po 8 latach powrócił do Polski Edmund Bałuka, jeden z przywódców strajków stoczniowych w Szczecinie z zimy 1970/1971.
- 23 kwietnia – do Polski przybyła delegacja KPZR pod przewodnictwem Michaiła Susłowa.
- 25 kwietnia – w klubie studenckim „Od Nowa” w Toruniu odbył się pierwszy koncert grupy Republika.
- 27 kwietnia – 14 osób zginęło w pożarze kombinatu gastronomicznego „Kaskada” w Szczecinie.
- 28 kwietnia – pierwszy zwodowany po wojnie w Polsce statek SS „Sołdek” został przekazany do Centralnego Muzeum Morskiego w Gdańsku.
- 30 kwietnia – wprowadzono kartki na masło, mąkę, kaszę i ryż.
- 4 maja:
  - premiera filmu Stanisława Barei Miś.
  - założono stowarzyszenie studentów i absolwentów prawa ELSA Poland.
- 12 maja – zarejestrowano Niezależny Samorządny Związek Zawodowy Rolników Indywidualnych „Solidarność”.
- 15 maja – w Katowicach powstało „forum partyjne”, konserwatywna reakcja na ruch reform w partii. Z tego samego ducha wywodził się nowy tygodnik „Rzeczywistość”.
- 18 maja:
  - premiera filmu historycznego Polonia Restituta w reżyserii Bohdana Poręby.
  - pierwsza próba zespołu Lombard w sali Estrady Poznańskiej. Data ta uważana jest za dzień powstania zespołu.
- 21 maja – w Teatrze Dramatycznym w Warszawie odbyła się prapremiera sztuki Pieszo Sławomira Mrożka.
- 22 maja – powstało Polskie Towarzystwo Informatyczne.
- 25 maja – w kilku miastach studenckie marsze protestacyjne (NZS) pod hasłem uwolnienia więźniów politycznych.
- 31 maja – odbył się pogrzeb prymasa Stefana Wyszyńskiego w Warszawie, w którym udział wzięło tysiące wiernych.
- Czerwiec – Grzegorz Ciechowski założył Republikę.
- 1 czerwca – premiera filmu Ciosy w reżyserii Gerarda Zalewskiego.
- 4 czerwca – w katastrofie kolejowej pod Osieckiem koło Otwocka zginęło 25 osób, a 8 zostało rannych.
- 5 czerwca – z 14-dniową wizytą po 30 latach nieobecności przybył laureat Literackiej Nagrody Nobla, Czesław Miłosz. W księgarniach utworzyły się kolejki po jego książki.
- 11 czerwca – po rozmowach z rządem „Solidarność” odwołała akcję strajkową z powodu niewywiązywania się władz z obietnic wyjaśnienia bydgoskiego incydentu w marcu.
- 15 czerwca – początek procesu przywódców KPN: Leszka Moczulskiego, Romualda Szeremietiewa, Tadeusza Stańskiego i Tadeusza Jandziszaka.
- 28 czerwca – w 25. rocznicę Czerwca ’56 oficjalnie odsłonięto Pomnik Ofiar Czerwca 1956 na placu Mickiewicza w Poznaniu.
- 3 lipca – ustanowiono odznaczenie Warszawski Krzyż Powstańczy.
- 7 lipca – Jan Paweł II ustanowił biskupa warmińskiego Józefa Glempa prymasem Polski.
- 27 lipca – premiera filmu Człowiek z żelaza.
- 29 lipca – Anna Bukis ustanowiła rekord Polski w biegu na 1500 m wynikiem 3:59,67 s.
- 30 lipca – odbył się marsz głodowy w Łodzi.
- 31 lipca – w skład rządu weszło 4 generałów. Sejm przyjął nową ustawę o cenzurze, która odtąd miała działać jawnie, na podstawie jasnych kryteriów.
- 1 sierpnia:
  - o około 15-20% obniżono normy kartkowe na mięso i jego przetwory oraz wprowadzono kartki na proszek do prania.
  - po raz pierwszy odznaczono 100 byłych powstańców Warszawskimi Krzyżami Powstańczymi.
- 3 sierpnia – zaczęła się kolejna tura rozmów rządu z „Solidarnością”.
- 13 sierpnia – apel episkopatu w rocznicę wydarzeń sierpniowych.
- 19 sierpnia – formą nacisku w sprawie dostępu do radia i telewizji były ogłoszone przez „Solidarność” 2 dni bez prasy. Akcja uwieńczona częściowym powodzeniem.
- 20–22 sierpnia – w gdańskiej hali Olivia odbył się I Przegląd Piosenki Prawdziwej „Zakazane Piosenki”.
- 21 sierpnia – Jerzy Urban, publicysta tygodnika „Polityka”, został rzecznikiem rządu.
- 22 sierpnia – Polak Jerzy Dygas uprowadził do Berlina Zachodniego rozkładowy samolot linii lotniczych LOT.
- 5 września:
  - w gdańskiej Hali Olivia rozpoczął się krajowy Zjazd „Solidarności”.
  - po buncie w areszcie śledczym w Bydgoszczy uciekło 188 więźniów; bunty więźniów kryminalnych były częstymi wydarzeniami jesieni 1981.
- 7 września – ostry konflikt w Hucie „Katowice” spowodowany uniemożliwieniem wydawania czasopisma „Nowy Związkowiec”.
- 8 września – na I Krajowym Zjeździe Delegatów NSZZ „Solidarność” z inicjatywy delegata z Ostrowa Wlkp., Henryka Sicińskiego, uchwalono Posłanie do ludzi pracy Europy Wschodniej.
- 10 września – naczelny sąd dziennikarski zrewidował wyrok w sprawie Tadeusza Samitowskiego: tylko 1 rok zawieszenia w prawach członkowskich.
- 11 września – zwodowano okręt hydrograficzny ORP Heweliusz.
- 12 września – Józef Glemp został mianowany prymasem Polski.
- 15 września:
  - uchwała Rady Ministrów wprowadziła dla górników 3-krotne stawki za pracę w wolne soboty.
  - rozpoczął się ostatni rejs Daru Pomorza.
- 24 września – apel 35 intelektualistów do władz i do „Solidarności” – o poszukiwanie tego, co wspólne, o „podmiotowe” traktowanie społeczeństwa.
- 25 września – uchwalono ustawę o przedsiębiorstwach państwowych.
- 10 października – Lipsk: polscy piłkarze pokonali NRD 3:2 i zapewnili sobie awans na mundial w Hiszpanii.
- 15 października – został wyprodukowany 1 000 000 Maluch.
- 16 października – za publikację wywiadu z działaczem byłego KOR, Jackiem Kuroniem, naczelny redaktor „Sztandaru Młodych” został usunięty z pracy; protest zespołu redakcji. Stefan Bratkowski, prezes Stowarzyszenia Dziennikarzy Polskich, wydalony został z PZPR.
- 18 października:
  - Wojciech Jaruzelski został I sekretarzem KC PZPR.
  - Rada Ministrów przedłużyła o 2 miesiące służbę wojskową żołnierzy wojsk lądowych, którzy kończyli 2. rok służby.
- 23 października – „Solidarność” pragnęła stworzyć instytucję społecznej kontroli polityki gospodarczej rządu; sprzeciw władz. Rząd powołał wojskowe terenowe grupy operacyjne dla kontroli sprawności administracji.
- 25 października – 18-letnia Japonka Keiko Urushihara laureatką VIII Międzynarodowego konkursu Skrzypcowego w Poznaniu.
- 26 października – rozpoczął się strajk w Wyższej Szkole Inżynierskiej w Radomiu.
- 27 października – strajk okupacyjny w kopalni „Sosnowiec” po podrzuceniu fiolek z trującym płynem.
- 3 listopada – pierwszy wygrany przez redakcję „Tygodnika Solidarność” proces przeciwko cenzurze.
- 4 listopada – doszło do spotkania Glemp-Jaruzelski-Wałęsa.
- 7 listopada – Polskę opuścił potajemnie płk Ryszard Kukliński ze Sztabu Generalnego Wojska Polskiego, związany od lat z wywiadem amerykańskim.
- 8 listopada – referendum lokalne w sprawie odłączenia Sławkowa od Dąbrowy Górniczej.
- 10 listopada – utworzono narodowo-radykalną organizację Narodowe Odrodzenie Polski.
- 12 listopada:
  - zwodowano w Stoczni Gdańskiej kadłub „Daru Młodzieży”.
  - wszystkie wyższe uczelnie objęte strajkami; studenci domagali się nowej ustawy o szkolnictwie wyższym i solidaryzowali się ze strajkiem w radomskiej Wyższej Szkole Inżynierskiej.
- 19 listopada – strajki w szkołach średnich Lublina i jego województwa, liczne postulaty, najważniejszy z nich: odwołanie kuratora.
- 20 listopada – Wałęsa zaapelował do ludzi pracy i związków zawodowych Europy Zachodniej o pomoc żywnościową dla Polski.
- 22 listopada – podwyżka cen benzyny i olejów napędowych o 50-80%.
- 23 listopada:
  - w katedrze płockiej umieszczono kopię średniowiecznych Drzwi Płockich.
  - odbyła się premiera filmu Dreszcze w reżyserii Wojciecha Marczewskiego.
- 27 listopada – w Warszawie otwarto most gen. Stefana Grota-Roweckiego.
- 28 listopada – zakończyły się uroczystości związane z oficjalnym otwarciem mostu gen. Stefana Grota-Roweckiego w Warszawie.
- 1 grudnia – podwyżka cen alkoholu o 40-80%.
- 5 grudnia – Biuro Polityczne KC PZPR upoważniło Wojciecha Jaruzelskiego do wprowadzenia stanu wojennego w wybranym przez niego terminie.
- 8 grudnia – papież Jan Paweł II ustanowił Papieską Akademię Teologiczną w Krakowie (obecnie Uniwersytet Papieski Jana Pawła II).
- 11 grudnia:
  - niezależny Kongres Kultury Polskiej rozpoczął obrady w Teatrze Dramatycznym. Pierwszy przemówił Andrzej Kijowski.
  - premiera filmu Wahadełko.
- 12 grudnia – Rada Państwa podjęła uchwałę o wprowadzeniu stanu wojennego w Polsce.
- 13 grudnia – Wojskowa Rada Ocalenia Narodowego (WRON) wprowadziła na terytorium Polski stan wojenny.
- 14 grudnia – stan wojenny: pierwszy dzień roboczy stanu wojennego. „Solidarność” w odpowiedzi na wprowadzenie stanu wojennego zaczęła organizować strajki. Wojsko otoczyło Stocznię Gdańską.
- 14–17 grudnia – stan wojenny: wybuchł strajk w Stoczni Gdańskiej, na ulicach Gdańska starcia demonstrantów z ZOMO, do walki skierowane zostały helikoptery i czołgi; pierwsze ofiary walk ulicznych.
- 14–16 grudnia – stan wojenny: strajk okupacyjny w Gdańskiej Stoczni Remontowej.
- 15 grudnia – stan wojenny: ZOMO rozpoczęło pacyfikację kopalni Manifest Lipcowy. Padły pierwsze strzały do górników.
- 16 grudnia – stan wojenny: pacyfikacja kopalni „Wujek” przez oddziały ZOMO i wojsko. 9 górników zostało zastrzelonych, a 21 rannych.
- 17 grudnia:
  - stan wojenny: ZOMO rozbiło manifestacje w Gdańsku i w Krakowie. W Gdańsku zginęła jedna osoba, a dwie zostały ranne.
  - stan wojenny: powstał Prymasowski Komitet Pomocy Osobom Pozbawionym Wolności i ich Rodzinom.
- 20 grudnia – stan wojenny: zakończył się strajk w Porcie Gdańskim.
- 21 grudnia – ambasador PRL w USA, Romuald Spasowski, poprosił o azyl polityczny.
- 23 grudnia:
  - stan wojenny: dokonano pacyfikacji Huty Katowice.
  - stan wojenny: USA wprowadziły sankcje gospodarcze przeciwko PRL[1].
- 24 grudnia – stan wojenny: posłanie Wojciecha Jaruzelskiego do narodu polskiego: „13 grudnia nie było już innego wyjścia”.
- 28 grudnia – stan wojenny: po dwóch tygodniach pobytu pod ziemią zakończono strajk 1074 górników z kopalni Piast, strajk ten był najdłuższy spośród związanych bezpośrednio z wprowadzeniem stanu wojennego.
- 30 grudnia – stan wojenny: Wojskowa Rada Ocalenia Narodowego (WRON) zwróciła się do Sejmu o ustanowienie Trybunału Stanu dla osądzenia osób, które wtrąciły Polskę w stan kryzysu w latach siedemdziesiątych.
- Data dzienna nieznana:
  - Utworzono parafię rzymskokatolicką w Smolcu.
  - Utworzono Śnieżnicki Park Krajobrazowy.

## Wydarzenia na świecie
- 1 stycznia:
  - Holandia objęła prezydencję w Radzie Unii Europejskiej.
  - drugie rozszerzenie Wspólnoty Europejskiej. Krajem przystępującym była Grecja.
- 2 stycznia – został aresztowany brytyjski seryjny morderca Peter Sutcliffe.
- 7 stycznia – Muhammad az-Zarruk Radżab został sekretarzem generalnym Powszechnego Kongresu Ludowego – prezydentem Libii.
- 9 stycznia – Francisco Pinto Balsemão został premierem Portugalii.
- 10 stycznia – wojna domowa w Salwadorze: rozpoczęła się generalna ofensywa lewicowych partyzantów z FMLN.
- 12 stycznia – stacja ABC rozpoczęła emisję serialu Dynastia.
- 15 stycznia – papież Jan Paweł II przyjął na audiencji delegację NSZZ „Solidarność” na czele z Lechem Wałęsą.
- 19 stycznia – w Algierze amerykańscy i irańscy negocjatorzy zawarli porozumienie w sprawie uwolnienia 52 amerykańskich zakładników przetrzymywanych od września 1979 roku w ambasadzie USA w Teheranie.
- 20 stycznia:
  - Ronald Reagan został zaprzysiężony na 40. prezydenta Stanów Zjednoczonych.
  - uwolniono zakładników przetrzymywanych w ambasadzie amerykańskiej w Teheranie.
- 21 stycznia – DeLorean Motor Company rozpoczęła w Irlandii Północnej produkcję samochodu sportowego DeLorean DMC-12, znanego z serii filmów Powrót do przyszłości.
- 25 stycznia:
  - zapadł wyrok w procesie przeciwko tzw. bandzie czworga w Chińskiej Republice Ludowej.
  - 52 zakładników zwolnionych po 444 dniach przetrzymywania w amerykańskiej ambasadzie w Teheranie powróciło do kraju.
- 28 stycznia – William J. Casey został dyrektorem CIA.
- 31 stycznia – Jean-Marie Lustiger został mianowany arcybiskupem Paryża.
- 1 lutego – premiera filmu Postrzyżyny.
- 3 lutego – Gro Harlem Brundtland została pierwszą kobietą premierem w Norwegii.
- 4 lutego – obrączkowe zaćmienie Słońca widoczne nad Australią, południowym Pacyfikiem i Ameryką Południową.
- 6 lutego – wybuch wojny domowej w Ugandzie.
- 8 lutego – po zakończonym meczu ligowym na stadionie Olympiakosu Pireus w Grecji, z powodu zablokowania obrotowych drzwi wyjściowych zostało stratowanych 21 osób.
- 10 lutego – 8 osób zginęło w pożarze Hotelu Hilton w Las Vegas.
- 11 lutego – 8 robotników zostało napromieniowanych po wycieku wody z układu chłodzenia w elektrowni atomowej Sequoyah 1 w amerykańskim stanie Tennessee.
- 14 lutego:
  - Phoolan Devi ze swą bandą zamordowała 22 mieszkańców indyjskiej wioski Behmai.
  - 48 osób zginęło, a 214 zostało rannych w pożarze klubu nocnego The Stardust w Dublinie.
- 16 lutego – rozpoczęła się 9. podróż apostolska Jana Pawła II (Pakistan, Filipiny, Guam, Japonia i Alaska).
- 23 lutego – oddziały Guardia Civil przeprowadziły nieudaną próbę puczu wojskowego w Hiszpanii.
- 24 lutego:
  - w Londynie ogłoszono zaręczyny księcia Karola i Diany Spencer.
  - trzęsienie ziemi w Grecji o sile 6,8 stopnia w skali Richtera. W Atenach zginęło 16 osób.
- 1 marca – lider IRA Bobby Sands rozpoczął głodówkę w więzieniu Maze.
- 2 marca – terroryści z grupy Al-Zulfikar porwali pakistański samolot ze 148 osobami na pokładzie, zabijając jedną z nich. Samolot został skierowany do Kabulu, a następnie do Damaszku, gdzie 14 marca wypuszczono zakładników po spełnieniu żądania uwolnienia 54 więźniów przez pakistański rząd.
- 3 marca – Chun Doo-hwan został prezydentem Korei Południowej.
- 5 marca – domowy komputer ZX-81 wszedł do sprzedaży.
- 7 marca – otwarto metro w Erywaniu.
- 11 marca – weszła w życie nowa Konstytucja Chile.
- 12 marca – rozpoczęła się załogowa misja statku Sojuz T-4 na stację orbitalną Salut 6.
- 16 marca – w Mauretanii doszło do nieudanej próby zamachu stanu.
- 17 marca – himalaistka Wanda Rutkiewicz doznała otwartego złamania kości udowej na Elbrusie (Kaukaz).
- 21 marca – dokonano oblotu niemieckiego samolotu pasażersko-transportowego Dornier Do 228.
- 22 marca – został wystrzelony statek kosmiczny Sojuz 39, na pokładzie którego znajdował się pierwszy mongolski kosmonauta, Dżügderdemidijn Gürragczaa.
- 25 marca – na kanaryjskiej wyspie La Gomera założono Park Narodowy Garajonay.
- 30 marca – przed hotelem Hilton w Waszyngtonie John Hinckley Jr. dokonał zamachu na prezydenta USA Ronalda Reagana, ciężko raniąc prezydenta.
- 31 marca – odbyła się 53. ceremonia wręczenia Oscarów.
- 3 kwietnia – rozpoczęła się sprzedaż pierwszego przenośnego mikrokomputera Osborne 1.
- 4 kwietnia – w Dublinie odbył się 26. Konkurs Piosenki Eurowizji.
- 9 kwietnia – amerykański atomowy okręt podwodny USS „George Washington” staranował japoński frachtowiec na Morzu Wschodniochińskim; zginęło 2 marynarzy, 13 uratowano.
- 10 kwietnia:
  - dokonano oblotu włoskiego samolotu szkolno-treningowego i lekkiego samolotu szturmowego Aermacchi S-211.
  - premiera horroru Skowyt.
- 12 kwietnia – wystartował do pierwszego lotu wahadłowiec kosmiczny Columbia.
- 14 kwietnia – zakończyła się misja STS-1 wahadłowca Columbia.
- 24 kwietnia – we Francji odbyła się I tura wyborów prezydenckich. Do II tury przeszli urzędujący prezydent Valéry Giscard d’Estaing i socjalista François Mitterrand.
- 25 kwietnia – 45 robotników zostało napromieniowanych podczas remontu w japońskiej elektrowni atomowej w mieście Tsuruga.
- 26 kwietnia – Michael R. Harrison z kliniki przy Uniwersytecie Kalifornijskim przeprowadził pierwszą operację płodu w łonie matki.
- 27 kwietnia – Xerox PARC zaprezentował mysz komputerową, która otwarła drogę dla interfejsu graficznego.
- 28 kwietnia – hiszpański region Galicja otrzymał autonomię.
- 5 maja – działacz IRA Bobby Sands zmarł po 66 dniach głodówki w więzieniu Maze w Irlandii Północnej.
- 9 maja – w Kijowie otwarto Muzeum Wielkiej Wojny Ojczyźnianej.
- 10 maja – socjalista François Mitterrand wygrał wybory prezydenckie we Francji, pokonując w drugiej turze urzędującego prezydenta Valéry’ego Giscarda d’Estainga.
- 11 maja – na londyńskim West Endzie odbyła się premiera musicalu Koty Andrew Lloyda Webbera.
- 13 maja – na Placu Świętego Piotra w Rzymie Turek Mehmet Ali Ağca dokonał nieudanego zamachu na papieża Jana Pawła II.
- 14 maja – Dumitru Prunariu na pokładzie Sojuza 40 jako pierwszy Rumun odbył lot kosmiczny.
- 19 maja – 5 brytyjskich żołnierzy zginęło w eksplozji miny podłożonej przez IRA koło Bessbrook w Irlandii Północnej.
- 20 maja – premiera filmu Rydwany ognia w reżyserii Hugh Hudsona.
- 21 maja – François Mitterrand został zaprzysiężony na prezydenta Francji.
- 22 maja – brytyjski seryjny morderca Peter Sutcliffe został skazany na dożywotnie pozbawienie wolności.
- 23 maja – odbył się pierwszy maraton rotterdamski.
- 24 maja:
  - w katastrofie lotniczej zginął prezydent Ekwadoru Jaime Roldós Aguilera.
  - została odkryta Larissa, jeden z księżyców Neptuna.
- 25 maja – została założona Rada Współpracy Zatoki Perskiej.
- 30 maja – prezydent Bangladeszu Ziaur Rahman zginął w zamachu zorganizowanym przez grupę oficerów.
- 3 czerwca – ranny w zamachu z 13 maja papież Jan Paweł II opuścił Poliklinikę Gemelli i wrócił do Watykanu.
- 5 czerwca – Amerykańskie Centrum Kontroli i Prewencji Chorób doniosło w swym cotygodniowym biuletynie, że 5 homoseksualistów z Los Angeles zapadło na rzadką odmianę zapalenia płuc. Był to pierwszy opis choroby, którą rok później nazwano AIDS.
- 6 czerwca – w indyjskim stanie Bihar kilkaset osób zginęło po runięciu pociągu pasażerskiego z mostu do rzeki.
- 7 czerwca – operacja Opera: Izraelskie lotnictwo zniszczyło iracki reaktor jądrowy Osirak.
- 10 czerwca – we Florencji, Brytyjczyk Sebastian Coe ustanowił rekord świata w biegu na 800 m wynikiem 1:41.73 s.
- 11 czerwca – w trzęsieniu ziemi o sile 6,9 stopnia w skali Richtera w południowym Iranie zginęło około 3 tys. osób.
- 12 czerwca – premiera filmu przygodowego Poszukiwacze zaginionej arki w reżyserii Stevena Spielberga.
- 15 czerwca – ukazał się debiutancki album brytyjskiej grupy Duran Duran pt. Duran Duran.
- 18 czerwca – dokonano oblotu amerykańskiego bombowca Lockheed F-117 Nighthawk.
- 24 czerwca:
  - miało miejsce pierwsze, nieuznane przez Kościół katolicki, objawienie Najświętszej Maryi Panny w Medziugorie w Bośni i Hercegowinie.
  - premiera filmu sensacyjnego Tylko dla twoich oczu w reżyserii Johna Glena.
- 26 czerwca:
  - na konferencji Organizacja Jedności Afrykańskiej w Nairobi uchwalono Afrykańską Kartę Praw Człowieka i Ludów.
  - w więzieniu w Lipsku wykonano ostatni w historii NRD i Niemiec wyrok śmierci na skazanym za planowanie zdrady pułkowniku Stasi Wernerze Teske.
- 27 czerwca – reprezentacja Polski w piłce nożnej kobiet w swym pierwszym meczu przegrała w Katanii z Włoszkami 0:3.
- 28 czerwca:
  - Giovanni Spadolini został premierem Włoch.
  - w swym domu w Los Angeles został aresztowany przez FBI agent wywiadu PRL Marian Zacharski.
  - 73 osoby zginęły w wyniku zamachu bombowego na siedzibę Partii Republiki Islamskiej w Teheranie.
- 1 lipca – Wielka Brytania objęła prezydencję w Radzie Unii Europejskiej.
- 17 lipca – 114 osób zginęło, a ponad 200 zostało rannych po runięciu galerii w hotelu Hyatt Regency w Kansas City.
- 20 lipca – 50 osób zginęło w katastrofie samolotu Fokker F-27 w Somalii.
- 29 lipca – ślub lady Diany Spencer (księżna Diana) i księcia Karola Windsor, następcy tronu Wielkiej Brytanii.
- 30 lipca – w Izraelu odbyły się wybory parlamentarne.
- 31 lipca:
  - w katastrofie lotniczej zginął panamski dyktator Omar Torrijos.
  - nad środkową Azją, Japonią i Pacyfikiem miało miejsce całkowite zaćmienie Słońca.
- 1 sierpnia – w USA rozpoczęła nadawanie telewizja muzyczna MTV. Pierwszym pokazanym teledyskiem był Video Killed the Radio Star zespołu The Buggles.
- 5 sierpnia – Ronald Reagan zwolnił z pracy 11 359 strajkujących kontrolerów lotu.
- 12 sierpnia – koncern IBM wprowadził na rynek swój pierwszy model komputera osobistego.
- 19 sierpnia:
  - podczas potyczki nad zatoką Wielka Syrta dwa amerykańskie myśliwce F-14A Tomcat z lotniskowca USS Nimitz zestrzeliły dwa libijskie Su-22.
  - w Zurychu, Amerykanin Renaldo Nehemiah ustanowił rekord świata w biegu na 110 m ppł. wynikiem 12,93 s.
- 22 sierpnia – w katastrofie Boeinga 737 na Tajwanie zginęło 110 osób.
- 24 sierpnia – Mark David Chapman został skazany na karę dożywotniego pozbawienia wolności za zabójstwo Johna Lennona.
- 27 sierpnia – w katastrofie samolotu Vickers Viscount w Kolumbii zginęło 50 osób.
- 29 sierpnia – palestyńscy terroryści otworzyli ogień w Synagodze Miejskiej w Wiedniu, zabijając 2 Żydów i raniąc 17.
- 30 sierpnia – prezydent Iranu Mohammad Ali Radżai i premier Mohammad Dżawad Bahonar zginęli wraz z 3 innymi osobami w zamachu bombowym w Teheranie.
- 1 września – został obalony prezydent Republiki Środkowoafrykańskiej David Dacko. Władzę w kraju przejął André Kolingba.
- 10 września – po 40 latach w USA Guernica Pabla Picassa powróciła do Hiszpanii.
- 13 września:
  - Brytyjka Paula Fudge ustanowiła rekord świata w biegu na 5000 m wynikiem 15:14,51 s.
  - Kenijczyk Henry Rono ustanowił rekord świata w biegu na 5000 m wynikiem 13:06,20 s.
- 14 września – papież Jan Paweł II ogłosił encyklikę Laborem exercens.
- 15 września – Vanuatu zostało członkiem ONZ.
- 18 września – została zniesiona kara śmierci we Francji.
- 21 września – Belize (jako Honduras Brytyjski) uzyskało niepodległość (od Wielkiej Brytanii).
- 25 września:
  - Belize przystąpiło do ONZ.
  - Sandra Day O’Connor jako pierwsza kobieta wybrana sędzią Sądu Najwyższego Stanów Zjednoczonych.
- 26 września – odbył się pierwszy lot Boeinga 767.
- 30 września – kanadyjskie Calgary zostało wybrane na organizatora XV Zimowych Igrzysk Olimpijskich w 1988 roku.
- 3 października – w więzieniu Maze koło Belfastu, członkowie IRA zakończyli siedmiomiesięczny strajk głodowy (10 osób zmarło).
- 6 października – podczas defilady wojskowej z okazji 8. rocznicy wybuchu wojny Jom Kipur dokonano zamachu na prezydenta Egiptu Anwara as-Sadata.
- 9 października – we Francji zniesiono karę śmierci.
- 10 października – Lipsk: polscy piłkarze pokonali NRD 3:2 i zapewnili sobie awans na mundial w Hiszpanii.
- 11 października – okręt podwodny USS „Silversides” przepłynął pod Biegunem Północnym.
- 14 października – dotychczasowy wiceprezydent Husni Mubarak został zaprzysiężony na stanowisko prezydenta Egiptu, zastępując zamordowanego 6 października Anwara as-Sadata.
- 18 października – Panhelleński Ruch Socjalistyczny Andreasa Papandreu odniósł zdecydowane zwycięstwo w greckich wyborach parlamentarnych.
- 20 października – palestyńscy terroryści z Czarnego Września zdetonowali bombę ukrytą w ciężarówce zaparkowanej w pobliżu Synagogi Holenderskiej w Antwerpii. Zginęły 4 osoby, a 95 zostało rannych.
- 21 października – premiera filmu Zawodowiec.
- 23 października – Nowy Sad: otwarto Most Wolności na Dunaju.
- 26 października – Park Morski Wielkiej Rafy Koralowej został wpisany na listę światowego dziedzictwa UNESCO.
- 28 października – założenie zespołu Metallica przez Jamesa Hetfielda i Larsa Ulricha.
- 30 października – w kierunku Wenus została wystrzelona sonda Wenera 13.
- 1 listopada – Antigua i Barbuda uzyskała niepodległość (od Wielkiej Brytanii).
- 4 listopada – w kierunku Wenus wystrzelono sondę Wenera 14.
- 9 listopada – San Yu został prezydentem Mjanmy.
- 11 listopada – Antigua i Barbuda zostały przyjęte do ONZ.
- 12 listopada – rozpoczął się drugi doświadczalny lot STS-2 wahadłowca Columbia.
- 16 listopada – 99 osób zginęło w katastrofie samolotu Tu-154B w rosyjskim Norylsku.
- 22 listopada – papież Jan Paweł II podpisał w Rzymie adhortację posynodalną Familiaris consortio.
- 25 listopada – Joseph Alois Ratzinger otrzymał nominację z rąk papieża Jana Pawła II na prefekta Kongregacji Nauki Wiary.
- 1 grudnia – 180 osób zginęło w katastrofie samolotu MD-81 jugosłowiańskich linii Inex Adria Aviopromet na Korsyce.
- 4 grudnia:
  - RPA przyznało niepodległość bantustanowi Ciskei.
  - premiera filmu Nad złotym stawem.
- 5 grudnia – Chan Sy został premierem Kambodży.
- 9 grudnia – dziennikarz i działacz polityczny Mumia Abu-Jamal zastrzelił podczas kontroli drogowej w Filadelfii policjanta Daniela Faulknera, za co został skazany na karę śmierci.
- 11 grudnia:
  - Helmut Schmidt jako pierwszy kanclerz RFN przybył z wizytą do NRD.
  - w Salwadorze żołnierze batalionu Atlacatl zamordowali w El Mozote około 900 osób, z powodu podejrzeń o pomoc lewicowej partyzantce.
  - Muhammad Ali stoczył ostatnią walkę w swej karierze.
- 14 grudnia:
  - uchwałą Knesetu Izrael dokonał aneksji Wzgórz Golan.
  - agent wywiadu PRL Marian Zacharski został skazany na karę dożywotniego pozbawienia wolności przez amerykański sąd. W 1985 odzyskał wolność dzięki przeprowadzonej w Berlinie wymianie agentów.
- 28 grudnia – w Norfolk (Wirginia) urodziła się Elisabeth Jordan Carr, pierwsze amerykańskie dziecko z probówki.
- 29 grudnia:
  - prezydent USA Ronald Reagan ogłosił, że Stany Zjednoczone przystępują do ograniczenia współpracy gospodarczej, naukowej i technicznej z ZSRR jako odpowiedzialnym za stan wojenny w Polsce.
  - ambasador polski w Waszyngtonie Romuald Spasowski i ambasador polski w Tokio Zdzisław Rurarz poprosili o azyl w USA.
  - otwarto Port lotniczy Singapur-Changi.
- 31 grudnia – prezydent Ghany Hilla Limann został obalony w wojskowym zamachu stanu przeprowadzonym przez porucznika Jerry’ego Rawlingsa, który rozpoczął 19-letnie dyktatorskie rządy.

- Powstał BITNET.

## Urodzili się
- 1 stycznia – Anna-Karin Strömstedt, szwedzka biegaczka narciarska
- 2 stycznia:
  - María Gabriela Díaz, argentyńska kolarka BMX
  - Kirk Hinrich, amerykański koszykarz
  - Tatjana Jefimienko, kirgiska lekkoatletka, skoczkini wzwyż
  - Julia Kołakowska, polska aktorka dubbingowa
  - Zenon Konopka, kanadyjski hokeista pochodzenia polskiego
  - Maxi Rodríguez, argentyński piłkarz
  - Monika Stachowska, polska piłkarka ręczna
  - Zhang Juanjuan, chińska łuczniczka
- 3 stycznia:
  - Kajsa Bergström, szwedzka curlerka
  - Bartłomiej Kielar, polski muzyk, wokalista, członek zespołu Verba
  - Dorota Malczewska, polska piłkarka ręczna
  - Eli Manning, amerykański futbolista
  - Benn Northover, brytyjski aktor
  - Elke Wijnhoven-Schuil, holenderska siatkarka
- 4 stycznia:
  - Arya Babbar, indyjski aktor
  - Lucia Bacchi, włoska siatkarka
  - Silvy De Bie, flamandzka wokalistka, członkini zespołu Sylver
  - Alicia Garza, amerykańska działaczka na rzecz praw człowieka
  - Wojciech Grzyb, polski siatkarz
  - Pawieł Kirylczyk, białoruski piłkarz
  - Hitomi Obara, japońska zapaśniczka
  - Joanna Piwowar, polska wokalistka, członkini zespołu Trzy Dni Później
  - Anna Safroncik, włoska modelka i aktorka
  - Sabrina Viguier, francuska piłkarka
  - Zhang Jiewen, chińska badmintonistka
- 5 stycznia:
  - Rəşad Əhmədov, azerski zawodnik taekwondo
  - Deadmau5, kanadyjski producent muzyczny
  - Piotr Kosiorowski, polski piłkarz
  - Brooklyn Sudano, amerykańska aktorka
  - Magdalena Waligórska-Lisiecka, polska aktorka
- 6 stycznia:
  - Leidy Araujo, dominikańska lekkoatletka, tyczkarka
  - Mike Jones, amerykański raper, aktor
  - Rinko Kikuchi, japońska aktorka
  - Cécile Ravanel, francuska kolarka górska
  - Jérémie Renier, belgijski aktor
- 7 stycznia:
  - Manuele Cricca, włoski siatkarz
  - Ania Dąbrowska, polska piosenkarka
  - Anna Dereszowska, polska aktorka
  - Reece Gaines, amerykański koszykarz
  - Antton Luengo, hiszpański kolarz szosowy
  - Lukasyno, polski raper
  - Michał Piszko, polski samorządowiec, burmistrz Kłodzka
  - Kristina Repelewska, białorusko-polska piłkarka ręczna
  - Krishnan Sasikiran, indyjski szachista
  - Dorota Ściurka, polska siatkarka
- 8 stycznia:
  - Leanne Baker, nowozelandzka tenisistka
  - Johan Clarey, francuski narciarz alpejski
  - Aleksandra Dziurosz, polska tancerka, choreografka
  - Sebastián Eguren, urugwajski piłkarz
  - Sulennis Piña Vega, kubańska szachistka
  - Carmen Schäfer, szwajcarska curlerka
  - Želimir Terkeš, bośniacki piłkarz
  - Emanuel Trípodi, argentyński piłkarz, bramkarz
  - Josef Vítek, czeski hokeista
  - Xie Xingfang, chińska badmintonistka
- 9 stycznia:
  - Larry Clavier, gwdelupski piłkarz
  - Paweł Jakubowski, polski hokeista, trener
  - Caroline Lufkin, japońska piosenkarka pochodzenia amerykańskiego
  - Emanuele Sella, włoski kolarz szosowy
  - Euzebiusz Smolarek, polski piłkarz
  - Ionela Stanca, rumuńska piłkarka ręczna
  - Ksawery Szlenkier, polski aktor
  - Erik Vendt, amerykański pływak
  - Siergiej Witkowski, rosyjski zapaśnik
- 10 stycznia:
  - David Aganzo, hiszpański piłkarz
  - Chris Pozniak, kanadyjski piłkarz pochodzenia polskiego
  - Hayden Roulston, nowozelandzki kolarz szosowy i torowy
  - Belinda Snell, australijska koszykarka
- 11 stycznia:
  - Benjamin Auer, niemiecki piłkarz
  - Jamelia, brytyjska piosenkarka
  - Muhammed Lawal, amerykański zapaśnik, zawodnik MMA
  - Tom Meighan, brytyjski muzyk, wokalista, lider zespołu Kasabian
  - Israel José Rubio, wenezuelski sztangista
  - Per Sandström, szwedzki piłkarz ręczny, bramkarz
  - Jaime Valdés, chilijski piłkarz
  - Ali Zitouni, tunezyjski piłkarz
- 12 stycznia:
  - Jonathan Arnott, brytyjski nauczyciel, polityk, eurodeputowany
  - Berit Carow, niemiecka wioślarka
  - Marcin Cecko, polski prozaik, poeta, dramaturg, aktor
  - Yuri González Vidal, kubański szachista
  - Solveig Gulbrandsen, norweska piłkarka
  - Igor Kowalik, polski aktor
  - Niklas Kronwall, szwedzki hokeista
  - Aleksandr Martynow, naddniestrzański polityk, premier Naddniestrza
  - Luis Ernesto Pérez, meksykański piłkarz, trener
- 13 stycznia:
  - Klaas Dijkhoff, holenderski prawnik, nauczyciel akademicki, polityk
  - Riccardo Fraccaro, włoski polityk
  - Jason James, brytyjski basista, członek zespołu Bullet for My Valentine
  - Lee Hyo-jung, południowokoreańska badmintonistka
  - Hania Stach, polska piosenkarka, kompozytorka
  - Bojan Tokić, słoweński tenisista stołowy
  - Mamam Cherif Touré, togijski piłkarz
  - Anna Vikman, szwedzka hokeistka
- 14 stycznia:
  - Romy Beer, niemiecka biathlonistka
  - Hyleas Fountain, amerykańska lekkoatletka, wieloboistka
  - Elena Leszczyńska, rosyjska aktorka
  - Concepción Montaner, hiszpańska lekkoatletka, skoczkini w dal
  - Rosa López, hiszpańska piosenkarka
  - Garfield Reid, jamajski piłkarz
- 15 stycznia:
  - Hadi Agili, irański piłkarz
  - Dylan Armstrong, kanadyjski lekkoatleta, kulomiot
  - Zachary Bostrom, amerykański aktor
  - Angela Brodtka, niemiecka kolarka szosowa
  - Manuel Carrasco, hiszpański piosenkarz
  - El Hadji Diouf, senegalski piłkarz
  - Vanessa Henke, niemiecka tenisistka
  - Brett Lebda, amerykański hokeista
  - Marcin Matkowski, polski tenisista
  - Marek Petraszek, polski szpadzista
  - Pitbull, amerykański raper pochodzenia kubańskiego
  - Jendry Pitoy, indonezyjski piłkarz, bramkarz
  - Krišjānis Rēdlihs, łotewski hokeista
- 16 stycznia:
  - Martin Andersson, szwedzki piłkarz
  - Anders Ekström, szwedzki żeglarz sportowy
  - David García, hiszpański piłkarz
  - Karim Ghajji, francuski kick-boxer pochodzenia marokańskiego
  - Matt Godfrey, amerykański bokser
  - Paul Mulders, filipiński piłkarz
  - Vlad Munteanu, rumuński piłkarz
  - Mỹ Tâm, wietnamska piosenkarka, aktorka
  - Yūya Oikawa, japoński łyżwiarz szybki
  - Marta Roure, andorska piosenkarka
  - Christian Sagartz, austriacki samorządowiec, polityk
  - Bobby Zamora, angielski piłkarz pochodzenia trynidadzko-tobagijskiego
  - Lorena Zuleta, kolumbijska siatkarka
- 17 stycznia:
  - Thierry Ascione, francuski tenisista
  - Warren Feeney, północnoirlandzki piłkarz
  - Artur Gliszczyński, polski koszykarz
  - Justyna Grabowska, polska koszykarka
  - Ray J, amerykański piosenkarz, aktor
  - Aneta Lemiesz, polska lekkoatletka, sprinterka
  - Scott Mechlowicz, amerykański aktor pochodzenia żydowskiego
  - Diogo Morgado, portugalski aktor
  - Harding Nana, kameruński koszykarz
  - Stefan Petzner, austriacki polityk
  - Christophe Riblon, francuski kolarz szosowy i torowy
- 18 stycznia:
  - Andriej Karpowicz, kazachski piłkarz
  - Park Eun-chul, południowokoreański zapaśnik
  - Denisse Orengo, portorykańska lekkoatletka, tyczkarka
  - Christof Ritter, liechtensteiński piłkarz
  - Olivier Rochus, belgijski tenisista
  - Khari Stephenson, jamajski piłkarz
- 19 stycznia:
  - Marta Dzido, polska pisarka, reżyserka, dziennikarka
  - Lucho González, argentyński piłkarz
  - Asier del Horno, hiszpański piłkarz narodowości baskijskiej
  - Ross Lupaschuk, kanadyjski hokeista
  - Florent Piétrus, francuski koszykarz
  - Bitsie Tulloch, amerykańska aktorka
  - Yu Hua, chińska wioślarka
- 20 stycznia:
  - Daniel Cudmore, kanadyjski aktor
  - Owen Hargreaves, angielski piłkarz pochodzenia kanadyjskiego
  - Juha Kylmänen, fiński muzyk, wokalista, członek zespołu Reflexion
  - Crystal Lowe, kanadyjska aktorka
  - Jason Richardson, amerykański koszykarz
  - Martin Škaroupka, czeski perkusista, klawiszowiec, członek zespołów: Cradle of Filth i Masterplan
  - Balz Weber, szwajcarski kolarz górski
- 21 stycznia:
  - Ivan Ergić, serbski piłkarz
  - Roberto Guana, włoski piłkarz
  - Dany Heatley, kanadyjski hokeista
  - Roman Kapitonenko, ukraiński bokser
  - Izabella Miko, polska aktorka
  - Michel Teló, brazylijski piosenkarz, kompozytor, tancerz
- 22 stycznia:
  - Willa Ford, amerykańska piosenkarka, autorka tekstów, aktorka, modelka
  - Beverley Mitchell, amerykańska aktorka, piosenkarka, modelka
  - Ben Moody, amerykański gitarzysta, wokalista, kompozytor, członek zespołu Evanescence
  - Nicholas Pert, brytyjski szachista
  - Andrij Smalko, ukraiński piłkarz
  - Ibrahima Sonko, senegalski piłkarz
  - Guy Wilks, brytyjski kierowca rajdowy
  - August Wittgenstein, niemiecki aktor, reżyser, scenarzysta, producent filmowy i telewizyjny
- 23 stycznia:
  - Serghei Dadu, mołdawski piłkarz
  - Rob Friend, kanadyjski piłkarz
  - Julia Jones, amerykańska aktorka
  - Jean-Jacques Pierre, haitański piłkarz
  - Dante Swanson, amerykański koszykarz
- 24 stycznia:
  - Mario Eggimann, szwajcarski piłkarz
  - Brandon Henschel, amerykański tancerz, aktor
  - Paweł Kumięga, polski aktor
  - Riya Sen, indyjska aktorka, modelka
  - Johan Wiland, szwedzki piłkarz, bramkarz
- 25 stycznia:
  - Brygida Frosztęga-Kmiecik, polska scenarzystka, reżyserka, dziennikarka (zm. 2014)
  - Francis Jeffers, angielski piłkarz
  - Alicia Keys, amerykańska piosenkarka, autorka tekstów, kompozytorka
  - Artur Moraes, brazylijski piłkarz, bramkarz
  - Clara Morgane, francuska prezenterka telewizyjna, piosenkarka, aktorka filmów pornograficznych
  - Alex Partridge, brytyjski wioślarz
  - Toše Proeski, macedoński piosenkarz (zm. 2007)
  - Bianca Rech, niemiecka piłkarka
  - Yoshihiro Satō, japoński kick-boxer
  - Masud Zaghdan, algierski zapaśnik
- 26 stycznia:
  - Jesús Corona, meksykański piłkarz, bramkarz
  - Dante DeCaro, kanadyjski muzyk rockowy
  - Gustavo Dudamel, wenezuelski dyrygent, skrzypek
  - Michał Jaros, polski polityk, samorządowiec, poseł na Sejm RP
  - Ihab Kareem, iracki piłkarz (zm. 2007)
  - Colin O’Donoghue, irlandzki aktor
  - Edwin Ouon, rwandyjski piłkarz
  - Pakito, francuski didżej, producent muzyczny
  - Monika Sroga, polska siatkarka
- 27 stycznia:
  - Mikołaj Krawczyk, polski aktor
  - Alicia Molik, australijska tenisistka pochodzenia polskiego
  - Patryk Rachwał, polski piłkarz
  - Anna von Harnier, niemiecka judoczka
  - Jarosław Wieczorek, polski polityk, samorządowiec, wojewoda śląski
  - Tony Woodcock, nowozelandzki rugbysta
- 28 stycznia – Elijah Wood, amerykański aktor
- 29 stycznia:
  - Wojciech Bakun, polski polityk, prezydent Przemyśla
  - Roma Gąsiorowska, polska aktorka
- 30 stycznia:
  - Jonathan Bender, amerykański koszykarz
  - Dimityr Berbatow, bułgarski piłkarz
  - Peter Crouch, angielski piłkarz
  - Walentina Liaszenko, gruzińska lekkoatletka, skoczkini wzwyż
  - Natalija Pyhyda, ukraińska lekkoatletka, sprinterka
- 31 stycznia – Justin Timberlake, amerykański piosenkarz
- 1 lutego:
  - Rob Austin, brytyjski kierowca wyścigowy
  - Pablo Casado Blanco, hiszpański samorządowiec, polityk
  - Federica Faiella, włoska łyżwiarka figurowa
  - Christian Giménez, meksykański piłkarz pochodzenia argentyńskiego
  - Luís Mamona João, angolski piłkarz, bramkarz
- 2 lutego – Carl English, kanadyjski koszykarz
- 3 lutego:
  - Iwona Szymik, polska koszykarka
  - Donis Escober, honduraski piłkarz, bramkarz
  - Guri Melby, norweska działaczka samorządowa, polityk
  - Mehdi Rahmati, irański piłkarz, bramkarz
  - Ben Sigmund, nowozelandzki piłkarz
- 4 lutego – Mikołaj Bogdanowicz, polski polityk, wojewoda kujawsko-pomorski
- 5 lutego:
  - Crystle Lightning, kanadyjska aktorka
  - José Pinto, portugalski rugbysta
  - Wesam Rizik, katarski piłkarz pochodzenia palestyńskiego
  - Lukas Windra, grecki piłkarz pochodzenia czeskiego
  - Nora Zehetner, amerykańska aktorka
  - Julie Zenatti, francuska piosenkarka
- 6 lutego:
  - Ari Ahonen, fiński hokeista, bramkarz
  - Calum Best, amerykański model, celebryta
  - Evelyn Delogu, brazylijska siatkarka
  - Luis García Fernández, hiszpański piłkarz
  - Ciro Guerra, kolumbijski reżyser i scenarzysta filmowy
  - Andy Hilbert, brytyjsko-amerykański hokeista
  - Jens Lekman, szwedzki gitarzysta, piosenkarz
- 8 lutego:
  - Emanuele Birarelli, włoski siatkarz
  - Steve Gohouri, iworyjski piłkarz
  - Jim Parrack, amerykański aktor
  - Siemion Połtawski, rosyjski siatkarz pochodzenia ukraińskiego
  - Sebastian Preiß, niemiecki piłkarz ręczny
  - Małgorzata Teodorska, polska aktorka niezawodowa, modelka
  - Aurélie Védy, francuska tenisistka
- 9 lutego:
  - Patricio Albacete, argentyński rugbysta
  - Tom Hiddleston, brytyjski aktor
  - Ralfs Nemiro, łotewski prawnik, samorządowiec, polityk
  - James Owen Sullivan, amerykański perkusista, wokalista, członek zespołu Avenged Sevenfold (zm. 2009)
  - Tian Jia, chińska siatkarka plażowa
  - Māris Urtāns, łotewski lekkoatleta, kulomiot
- 10 lutego:
  - Eric Dill, amerykański piosenkarz, aktor
  - Jennifer Hopkins, amerykańska tenisistka
  - Julius Jenkins, amerykański koszykarz
  - Andy Johnson, angielski piłkarz
  - Dominika Markuszewska, polska aktorka
  - Sałamu Mieżydow, rosyjski judoka pochodzenia czeczeńskiego
  - Natasha Saint-Pier, kanadyjska piosenkarka
- 11 lutego:
  - Aritz Aduriz, hiszpański piłkarz narodowości baskijskiej
  - Juan José Cobo, hiszpański kolarz szosowy
  - Benjamin Cureton, australijski wioślarz
  - Jaroslav Levinský, czeski tenisista
  - Ivan Nikčević, serbski piłkarz ręczny
  - Kelly Rowland, amerykańska piosenkarka
  - Shanon Wingate, portorykańska siatkarka
- 12 lutego:
  - José Luis Capdevila, hiszpański piłkarz
  - Miah Davis, amerykański koszykarz
  - Raúl Entrerríos, hiszpański piłkarz ręczny
  - Karolina Hamer, polska pływaczka
  - Oleg Saprykin, rosyjski hokeista
  - Krzysztof Strzałkowski, polski samorządowiec, wicemarszałek województwa mazowieckiego
- 13 lutego:
  - Rosibel García, kolumbijska lekkoatletka
- 14 lutego:
  - Juha Aho, fiński siatkarz
  - Matteo Brighi, włoski piłkarz
  - Gamaliel Díaz, meksykański bokser
  - Maksim Jakucenia, rosyjski hokeista
  - Josef Jindřišek, czeski piłkarz
  - Kara Lawson, amerykańska koszykarka, trenerka, komentatorka
  - Chalid Muszir, iracki piłkarz narodowości kurdyjskiej
  - Randy de Puniet, francuski motocyklista wyścigowy
  - Ruben Spachuk, portugalski rugbysta
- 15 lutego:
  - Ołeksij Bielik, ukraiński piłkarz
  - Heurelho Gomes, brazylijski piłkarz, bramkarz
  - Emił Gyrgorow, bułgarski piłkarz
  - Diego Martínez, meksykański piłkarz
  - Olivia, amerykańska piosenkarka
  - Nicolas Rostoucher, francuski pływak
- 16 lutego:
  - Jenny Kallur, szwedzka lekkoatletka, płotkarka
  - Susanna Kallur, szwedzka lekkoatletka, płotkarka
  - Aleksandra Kwaśniewska, polska dziennikarka telewizyjna
  - Anna Szafraniec, polska kolarka górska
  - Qyntel Woods, amerykański koszykarz
- 17 lutego:
  - Tiberiu Bălan, rumuński piłkarz
  - Gregor Bermbach, niemiecki bobsleista
  - Michał Gołkowski, polski pisarz science fiction
  - Joseph Gordon-Levitt, amerykański aktor
  - Paris Hilton, amerykańska aktorka, modelka
  - Ray J, amerykański piosenkarz, producent muzyczny, aktor
- 19 lutego:
  - Thomas Buffel, belgijski piłkarz
  - Tye Dillinger, kanadyjski wrestler
  - Beth Ditto, amerykańska wokalistka, członkini zespołu Gossip
  - Thomas Holm, norweski piłkarz
  - Dienis Jewsikow, rosyjski piłkarz
  - Bence Mátyássy, węgierski aktor
  - Miguel Mea Vitali, wenezuelski piłkarz
  - Kyle Martino, amerykański piłkarz, komentator telewizyjny
  - Katarzyna Mróz, polska siatkarka
  - Tomasz Musiał, polski sędzia piłkarski
  - Tina Pisnik, słoweńska tenisistka
  - Nicky Shorey, angielski piłkarz
  - Baiba Skride, łotewska skrzypaczka
- 20 lutego:
  - Rainer Buhmann, niemiecki szachista
  - Adam Czechowicz, polski żużlowiec
  - Majandra Delfino, amerykańska aktorka pochodzenia wenezuelskiego
  - Elisabeth Görgl, austriacka narciarka alpejska
  - Tony Hibbert, angielski piłkarz
  - Moisés Hurtado, hiszpański piłkarz
  - Raman Kirenkin, białoruski piłkarz
  - Adrian Lamo, amerykański informatyk, programista, haker pochodzenia kolumbijskiego (zm. 2018)
  - Ed Lay, brytyjski perkusista, członek zespołu Editors[2]
  - Franklin Lucena, wenezuelski piłkarz
  - Roberto Meloni, włoski judoka
  - Agnieszka Nagay, polska strzelczyni sportowa
  - Nicolas Penneteau, francuski piłkarz, bramkarz
- 21 lutego:
  - Thomas Beck, liechtensteiński piłkarz
  - Floor Jansen, holenderska wokalistka, autorka tekstów, członkini zespołów: After Forever, Star One, ReVamp i Nightwish
  - Shauna Macdonald, brytyjska aktorka
  - Klaudyna Mikołajczyk, polska snowboardzistka
  - Krzysztof Słaboń, polski żużlowiec
- 22 lutego:
  - Jarosław Białek, polski piłkarz, trener
  - Chakuza, austriacki raper
  - Marta Dziadura, polska pięcioboistka nowoczesna
  - David Martin, amerykański tenisista
  - Aurimas Kučys, litewski piłkarz
  - Élodie Yung, francuska aktorka
- 23 lutego:
  - Gareth Barry, angielski piłkarz
  - Sophie Lefèvre, francuska tenisistka
  - Christian Schöne, niemiecki piłkarz ręczny
  - Jaakko Tallus, fiński kombinator norweski
- 24 lutego:
  - Lleyton Hewitt, australijski tenisista
  - Agata Jasińska, polska prezenterka telewizyjna
  - Georg Späth, niemiecki skoczek narciarski
- 25 lutego:
  - Alessandro Budel, włoski piłkarz
  - Tetiana Czorna, ukraińska piłkarka
  - Megan Dolan, kanadyjska zapaśniczka
  - Ricardo Esqueda, meksykański piłkarz
  - Łukasz Garguła, polski piłkarz
  - Park Ji-sung, południowokoreański piłkarz
  - Marek Plawgo, polski lekkoatleta, sprinter i płotkarz
- 26 lutego:
  - Tomislav Dujmović, chorwacki piłkarz
  - Daniel Geale, australijski bokser
  - Tomasz Górski, polski kajakarz
  - Edyta Herbuś, polska tancerka, modelka, aktorka
  - Damion Williams, jamajski piłkarz
  - Zakaria Amzil, marokański piłkarz
- 27 lutego:
  - Stefanie Böhler, niemiecka biegaczka narciarska
  - Paulina Chojnacka, polska siatkarka
  - Pascal Feindouno, gwinejski piłkarz
  - Natalie Grandin, południowoafrykańska tenisistka
  - Josh Groban, amerykański piosenkarz, aktor
  - Marcin Jaros, polski hokeista
  - Élodie Ouédraogo, belgijska lekkoatletka, sprinterka pochodzenia burkińskiego
- 28 lutego:
  - Roman Chromik, polski żużlowiec
  - Abdoulaye Djire, iworyjski piłkarz
  - Jeon Sang-guen, południowokoreański sztangista
  - Anke Kühn, niemiecka hokeistka na trawie
  - Szymon Lenkowski, polski operator filmowy
  - Jordi López, hiszpański piłkarz
  - Florent Serra, francuski tenisista
  - Roberto Trashorras, hiszpański piłkarz
- 2 marca:
  - Erica Barbieri, włoska judoczka
  - Lubow Charłamowa, rosyjska lekkoatletka, biegaczka długodystansowa
  - Bryce Dallas Howard, amerykańska aktorka
  - Marco Jiménez, meksykański piłkarz
  - Solenne Mary, francuska szablistka
  - Marta Ojrzyńska, polska aktorka
  - Romain Sato, środkowoafrykański koszykarz
- 3 marca:
  - Justin Gabriel, amerykański wrestler
  - Edyta Jakubiec, polska szachistka
  - Lil’ Flip, amerykański raper
  - Steven Luevano, amerykański bokser pochodzenia meksykańskiego
  - László Nagy, węgierski piłkarz ręczny
  - Emmanuel Pappoe, ghański piłkarz
  - Eduard Stăncioiu, rumuński piłkarz, bramkarz
  - Edwin Valero, wenezuelski bokser (zm. 2010)
- 4 marca:
  - Julia Budniak, polska lekkoatletka, biegaczka
  - Marie Delattre, francuska kajakarka
  - Maurizio Felugo, włoski piłkarz wodny
  - Laura Michelle Kelly, angielska aktorka
  - Eszter Krutzler, węgierska sztangistka
  - Ariza Makukula, portugalski piłkarz pochodzenia kongijskiego
  - Daniel Moszczyński, polski piosenkarz, kompozytor, autor tekstów, muzyk, producent muzyczny
  - Miha Rihtar, słoweński skoczek narciarski
  - Helen Wyman, brytyjska kolarka przełajowa i szosowa
- 5 marca:
  - Chris Arreola, amerykański bokser pochodzenia meksykańskiego
  - Paul Martin, amerykański hokeista
  - Shūgo Oshinari, japoński aktor
  - Karolina Wydra, polska aktorka, modelka
- 6 marca:
  - Tim Brown, nowozelandzki piłkarz
  - Gorka Iraizoz, hiszpański piłkarz narodowości baskijskiej
  - Miz, japońska aktorka, piosenkarka
  - Ellen Muth, amerykańska aktorka
  - Paweł Pietrzak, polski perkusista, członek zespołów: Infernal War, Warhead, Thunderbolt, Deus Mortem, Mordor i Azarath
- 8 marca:
  - Michael Beauchamp, australijski piłkarz
  - Timo Boll, niemiecki tenisista stołowy
  - Maiquel Falcão, brazylijski zawodnik mieszanych sztuk walki (MMA) (zm. 2022)
  - Tatjana Gorszkowa, rosyjska siatkarka
  - Bożena Hinca, polska judoczka
  - David Kreiner, austriacki kombinator norweski
  - Pirjo Muranen, fińska biegaczka narciarska
  - Uroš Peterka, słoweński skoczek narciarski (zm. 2021)
  - Joost Posthuma, holenderski kolarz szosowy
- 9 marca:
  - Nikky Blond, węgierska aktorka pornograficzna
  - Chad Gilbert, amerykański gitarzysta, członek zespołu New Found Glory
  - Li Na, chińska szpadzistka
  - Igor Medved, słoweński skoczek narciarski
  - Brandon Reid, kanadyjski hokeista
- 10 marca:
  - Monika Bejnar, polska lekkoatletka, sprinterka
  - Diego Colotto, argentyński piłkarz
  - Elina Duni, szwajcarska wokalistka jazzowa pochodzenia albańskiego
  - Samuel Eto’o, kameruński piłkarz
  - Katarzyna Haras, polska śpiewaczka operowa (mezzosopran)
  - Jaffar Khan, pakistański piłkarz, bramkarz
  - Ángel López, hiszpański piłkarz
  - Jonathan Marray, brytyjski tenisista
  - Steven Reid, irlandzki piłkarz pochodzenia angielskiego
  - Adam Siemion, polski aktor
- 11 marca:
  - David Anders, amerykański aktor
  - Ignacy Ereński, polski wokalista, członek zespołu Verba
  - Michał Łasko, włoski siatkarz pochodzenia polskiego
  - Roseline Odhiambo, kenijska siatkarka
  - Giampiero Pinzi, włoski piłkarz
  - Matthias Schweighöfer, niemiecki piosenkarz, aktor, reżyser i producent filmowy i telewizyjny
  - Paul Wall, amerykański raper
- 12 marca:
  - Hideo Itami, japoński wrestler
  - Steve Marbs, niemiecki wokalista, autor tekstów, członek zespołów: Dämmerfarben(inne języki) i Dark Funeral
  - Marcin Nowacki, polski piłkarz
  - Tomasz Sowiński, polski fizyk teoretyk, popularyzator nauki
  - Katarina Srebotnik, słoweńska tenisistka
  - Michał Stasiak, polski piłkarz
  - Jakub Trefný, czeski hokeista
- 14 marca:
  - Beata Kiełtyka, polska biathlonistka
  - Katarína Knechtová, słowacka piosenkarka
  - Jan Polák, czeski piłkarz
  - Steve Thomas, amerykański koszykarz
- 15 marca:
  - Mikael Forssell, fiński piłkarz
  - Brice Guyart, francuski florecista
  - Sergio Herrera, kolumbijski piłkarz
  - Jens Salumäe, estoński skoczek narciarski
  - Marija Szałajewa, rosyjska aktorka
  - Brigitte Yagüe, hiszpańska taekwondzistka
  - Young Buck, amerykański raper
- 16 marca:
  - Grega Lang, słoweński skoczek narciarski
  - Fabiana Murer, brazylijska lekkoatletka, tyczkarka
  - Bine Norčič, słoweński skoczek narciarski
  - Iweta Rajlich, polska szachistka
  - Remigiusz Rączka, polski kucharz
  - Michael Wagner, niemiecki skoczek narciarski
- 17 marca:
  - Simen Brenne, norweski piłkarz
  - Servet Çetin, turecki piłkarz
  - Eva Fislová, słowacka tenisistka
  - Michał Goliński, polski piłkarz
  - Kyle Korver, amerykański koszykarz
  - Mariusz Pawełek, polski piłkarz, bramkarz
  - Richard Riszdorfer, słowacki kajakarz
- 18 marca:
  - Lina Andersson, szwedzka biegaczka narciarska
  - Tora Berger, norweska biathlonistka
  - Fabian Cancellara, szwajcarski kolarz szosowy
  - Agata Kołodziejczyk, polska neurolog i astrobiolog
  - Beata Tereba, polska szpadzistka
- 19 marca:
  - Anna Dziewit-Meller, polska pisarka, dziennikarka
  - Casey Jacobsen, amerykański koszykarz
  - Michał Rolnicki, polski aktor
  - Kolo Touré, piłkarz Wybrzeża Kości Słoniowej
- 20 marca
  - Marcin Sroka, polski koszykarz
  - Adrian Witczak, polski nauczyciel, polityk, poseł na Sejm RP
- 21 marca:
  - Vilmarie Castellvi, portorykańska tenisistka
  - Weronika Książkiewicz, polska aktorka
- 22 marca:
  - Michał Bąkiewicz, polski siatkarz, trener
  - Maryna Doroszenko, ukraińska koszykarka (zm. 2014)
  - Arne Gabius, niemiecki lekkoatleta, długodystansowiec
  - Martha Issová, czeska aktorka
  - Mims, amerykański raper pochodzenia jamajskiego
  - Mirel Rădoi, rumuński piłkarz
  - Imre Szabics, węgierski piłkarz
  - Jakub Szmatuła, polski piłkarz, bramkarz
- 23 marca:
  - DeeJay Delta, polski muzyk, kompozytor, producent muzyczny
  - Takeshi Honda, japoński łyżwiarz figurowy
  - Shelley Rudman, brytyjska skeletonistka
  - Giuseppe Sculli, włoski piłkarz
- 25 marca:
  - Demna Gwasalia, gruziński projektant mody
  - Magomied Abdusałamow, rosyjski bokser
  - José de Armas, wenezuelski bokser
  - Fırat Çelik, turecko-niemiecki aktor
  - Julian de Guzman, kanadyjski piłkarz pochodzenia filipińskiego
  - Gabriella Kain, szwedzka piłkarka ręczna, bramkarka
  - Park Yong-ho, południowokoreański piłkarz
- 26 marca:
  - Baruch Dego, izraelski piłkarz
  - Anna Gigiel, polska aktorka
  - Pablo Lima, urugwajski piłkarz
  - Jay Sean, brytyjski piosenkarz
  - Danis Zaripow, rosyjski hokeista
- 27 marca:
  - Merouane Abdouni, algierski piłkarz, bramkarz
  - Cacau, niemiecki piłkarz pochodzenia brazylijskiego
  - John Kristian Dahl, norweski biegacz narciarski
  - Quim Gutiérrez, hiszpański aktor
  - Akhil Kumar, indyjski bokser
  - Sven Riederer, szwajcarski triathlonista
  - Edinah Rotich, kenijska siatkarka
- 28 marca:
  - Geovanny Caicedo, ekwadorski piłkarz
  - Elwira Chasianowa, rosyjska pływaczka synchroniczna
  - Karoline Edtstadler, austriacka prawnik, działaczka samorządowa, polityk
  - Aleksandra Leo, polska prawniczka, urzędniczka państwowa i polityczka, posłanka na Sejm RP
  - Julia Stiles, amerykańska aktorka
  - Abdullo Tangriyev, uzbecki judoka
  - Ołeksij Wakułenko, ukraiński zapaśnik (zm. 2007)
- 29 marca:
  - Admiral T, francuski piosenkarz
  - Mattias Andréasson, szwedzki piosenkarz
  - Micheil Dżanelidze, gruziński przedsiębiorca, polityk
  - Nadine Härdter, niemiecka piłkarka ręczna
  - Megan Hilty, amerykańska aktorka i piosenkarka
  - Jlloyd Samuel, angielski piłkarz (zm. 2018)
  - Jussi Veikkanen, fiński kolarz szosowy
  - Aleksiej Wasilczenko, kazachski hokeista
- 30 marca:
  - Julija Łapszynowa, ukraińska koszykarka
  - Adrian Czerwonka, polski koszykarz
  - Dominic Hassler, austriacki piłkarz
  - Jens-Erik Madsen, duński kolarz torowy i szosowy
  - Andrea Masi, włoski rugbysta
  - Katy Mixon, amerykańska aktorka
  - Siergiej Moziakin, rosyjski hokeista
  - Vitor Nóbrega, brazylijski zawodnik MMA
  - Fabian van Olphen, holenderski piłkarz
  - Agnieszka Vetulani-Cęgiel, polska politolog, wykładowca akademicki
- 31 marca:
  - Thomas Chatelle, belgijski piłkarz
  - Lourdes Domínguez Lino, hiszpańska tenisistka
  - Wasyl Fedoryszyn, ukraiński zapaśnik
  - Fanni Juhász, węgierska lekkoatletka, tyczkarka
  - Maarten van der Weijden, holenderski pływak
- 1 kwietnia:
  - Dmitrij Archipow, rosyjski narciarz dowolny
  - Armando Babaioff, brazylijski aktor
  - Aslı Bayram, niemiecka aktorka pochodzenia tureckiego
  - Andonis Fotsis, grecki koszykarz
  - Michal Prokop, czeski kolarz górski i BMX
  - Bjørn Einar Romøren, norweski skoczek narciarski
  - Joanna Roszak, polska pisarka, poetka, publicystka, wykładowca akademicki
  - Aleksandr Rudazow, rosyjski pisarz science fiction
- 2 kwietnia:
  - Hicham Aboucherouane, marokański piłkarz
  - Michael Clarke, australijski krykiecista
  - Linnéa Engström, szwedzka polityk, eurodeputowana
  - Coen Janssen, holenderski muzyk, kompozytor, członek zespołu Epica
  - René Klingbeil, niemiecki piłkarz
  - Bethany Joy Lenz, amerykańska aktorka, piosenkarka
  - Shahrulnizam Mustapa, malezyjski piłkarz
  - Ida Zalewska, polska wokalistka jazzowa, autorka tekstów
- 3 kwietnia:
  - Marzena Diakun, polska dyrygentka
  - Niu Jianfeng, chińska tenisistka stołowa
  - Viktor Petrók, węgierski piłkarz
  - Péter Rajczi, węgierski piłkarz
  - DeShawn Stevenson, amerykański koszykarz
- 4 kwietnia:
  - Paul Codrea, rumuński piłkarz
  - Currensy, amerykański raper
  - Rubén Felgaer, argentyński szachista
  - Anna Piatych, rosyjska lekkoatletka, trójskoczkini
  - Ned Vizzini, amerykański pisarz (zm. 2013)
- 5 kwietnia:
  - Laura Birn, fińska aktorka
  - Thomas Blaschek, niemiecki lekkoatleta, płotkarz
  - Matthew Emmons, amerykański strzelec sportowy
  - Michael A. Monsoor, amerykański żołnierz (zm. 2006)
  - Lucy Scherer, niemiecka aktorka, piosenkarka
  - Eugenio Siller, meksykański aktor, piosenkarz
  - Pieter Weening, holenderski kolarz szosowy
- 6 kwietnia:
  - Eliza Coupe, amerykańska aktorka
  - Robert Earnshaw, walijski piłkarz pochodzenia zambijskiego
  - Cogtbadzaryn Enchdżargal, mongolska zapaśniczka
  - Marcin Grabowski, polski piłkarz, samorządowiec, polityk, poseł na Sejm RP
  - Zsófia Gubacsi, węgierska tenisistka
  - Lucas Matías Licht, argentyński piłkarz pochodzenia żydowskiego
  - Jarret Thomas, amerykański snowboardzista
  - Joonas Vihko, fiński hokeista
- 7 kwietnia:
  - Jakub Chełstowski, polski samorządowiec, marszałek województwa śląskiego
  - Suzann Pettersen, norweska golfistka
  - Stijn Stijnen, belgijski piłkarz, bramkarz
- 8 kwietnia:
  - Cora Huber, szwajcarska bobsleistka, lekkoatletka
  - Frédérick Bousquet, francuski pływak
  - Oumar Kalabane, gwinejski piłkarz
  - Taylor Kitsch, kanadyjski aktor, model
  - Nikołaj Krugłow, rosyjski biathlonista
  - Kelly Schafer, szkocka curlerka
- 9 kwietnia:
  - Milan Bartovič, słowacki hokeista
  - Antonio Ciano, włoski judoka
  - José Fernando Cubas, paragwajski szachista
  - A.J. Ellis, amerykański baseballista
  - Anna Gacek, polska dziennikarka muzyczna
  - Eric Harris, amerykański masowy morderca (zm. 1999)
  - Łukasz Jaworski, polski reżyser filmowy i telewizyjny
  - Ireneusz Jeleń, polski piłkarz
  - Albin Pelak, bośniacki piłkarz, bramkarz
  - Sergi Vidal, hiszpański koszykarz narodowości katalońskiej
- 10 kwietnia:
  - Laura Bell Bundy, amerykańska aktorka
  - Gretchen Bleiler, amerykańska snowboardzistka
  - Anis Boussaïdi, tunezyjski piłkarz
  - Agnieszka Cianciara, polska politolog, dr hab. nauk społecznych
  - Liz McClarnon, brytyjska piosenkarka
  - Michael Pitt, amerykański aktor
  - Fábio Luís Ramim, azerski piłkarz pochodzenia brazylijskiego
- 11 kwietnia:
  - Alessandra Ambrosio, brazylijska modelka pochodzenia włosko-polskiego
  - Adriana Araújo, brazylijska pięściarka
  - Alexandre Burrows, kanadyjski hokeista
  - Marie-Louise Dräger, niemiecka wioślarka
  - Liutauras Kazlavickas, litewski polityk
  - V.K. Prasanth, indyjski polityk
  - Matt Ryan, walijski aktor
- 12 kwietnia:
  - Jurij Borzakowski, rosyjski lekkoatleta, średniodystansowiec
  - Nicolás Burdisso, argentyński piłkarz
  - Blerim Destani, niemiecki aktor, producent filmowy pochodzenia albańskiego
  - Tulsi Gabbard, amerykańska polityk, kongreswoman
  - Dagmara Krzyżyńska, polska narciarka alpejska i dowolna
  - Qusay Munir, iracki piłkarz
  - Damien Schmitt, francuski perkusista jazzowy
- 13 kwietnia:
  - Krzysztof Mielczarek, polski koszykarz
  - Justyna Danczowska, polska pianistka
  - Ana Hormigo, portugalska judoczka
  - Dawid Kujawa, polski żużlowiec
  - Courtney Peldon, amerykańska aktorka
  - Askat Żytkejew, kazachski judoka
- 14 kwietnia:
  - Elvis Abbruscato, włoski piłkarz
  - Raúl Bravo, hiszpański piłkarz
  - Fatih Çakıroğlu, turecki zapaśnik
  - Wilde Gomes da Silva, brazylijski futsalista
  - Jacques Houdek, chorwacki piosenkarz
  - Małgorzata Lis, polska siatkarka
  - Dawit Odikadze, gruziński piłkarz
  - Toni Seifert, niemiecki wioślarz
  - Katarzyna Sobiech, polska samorządowiec, polityk, wicemarszałek województwa warmińsko-mazurskiego
- 15 kwietnia:
  - Filiz Ahmet, macedońska aktorka pochodzenia tureckiego
  - Nicola Albani, sanmaryński piłkarz
  - Joanna Buza, polska lekkoatletka, biegaczka średniodystansowa
  - Andrés D’Alessandro, argentyński piłkarz
  - Agnieszka Janasiak, polska lekkoatletka, biegaczka długodystansowa
  - Nikodem (Kosović), serbski biskup prawosławny
  - Mike Lewis, kanadyjski wioślarz
  - Danijel Premuš, włoski piłkarz wodny pochodzenia chorwackiego
  - Tony Santos, hiszpański piosenkarz
  - Hannes Wolf, niemiecki piłkarz, trener
- 16 kwietnia:
  - Andrij Berezowczuk, ukraiński piłkarz
  - Agnieszka Brandebura, polska gimnastyczka artystyczna
  - Viktorija Brice, łotewska siatkarka
  - Julia Chmielnik, polska dyrygentka, instruktorka dykcji i śpiewu, aktorka
  - Lukáš Dryml, czeski żużlowiec
  - Nasief Morris, południowoafrykański piłkarz
  - Olivier Sorin, francuski piłkarz, bramkarz
- 17 kwietnia:
  - Ilijana Dugandžić, chorwacka siatkarka
  - Kanstancin Kalcou, białoruski hokeista
  - Li Qin, chińska wioślarka
  - Jennifer Meadows, brytyjska lekkoatletka, biegaczka średniodystansowa
  - Hanna Pakarinen, fińska piosenkarka
  - Chris Thompson, brytyjski lekkoatleta, długodystansowiec
  - Jakub Urbańczyk, polski tubista
  - Zhang Yaokun, chiński piłkarz
  - Juryj Żaunou, białoruski piłkarz, bramkarz
- 18 kwietnia:
  - Ero, polski raper
  - Sol Gabetta, argentyńska wiolonczelistka
  - Maksim Iglinski, kazachski kolarz szosowy
  - Milan Jovanović, serbski piłkarz
  - Alaksiej Pankawiec, białoruski piłkarz
  - Aldo Ramírez, kolumbijski piłkarz
- 19 kwietnia:
  - Hayden Christensen, kanadyjski aktor, producent filmowy pochodzenia duńsko-szwedzko-włoskiego
  - Brandon Fobbs, amerykański aktor, reżyser, scenarzysta i producent filmowy i telewizyjny
  - Robert Król, polski poeta
  - Catalina Sandino Moreno, kolumbijska aktorka
  - Jan Gunnar Solli, norweski piłkarz
- 20 kwietnia:
  - Paulo Almeida, brazylijski piłkarz
  - Łukasz Krupa, polski przedsiębiorca, polityk, poseł na Sejm RP
  - Ermal Meta, włoski piosenkarz, autor piosenek, multiinstrumentalista pochodzenia albańskiego
  - Sylwia Pycia, polska siatkarka
  - Ronald Raldes, boliwijski piłkarz
- 21 kwietnia:
  - Agnieszka Saidowska, polska koszykarka, trenerka
  - Grzegorz Gromek, polski aktor
  - Wissem Hmam, tunezyjski piłkarz ręczny
  - Mads Junker, duński piłkarz
  - Nao Oikawa, japońska aktorka pornograficzna
  - Ryan Randle, amerykański koszykarz
  - Bartosz Śniadecki, polski pianista, kompozytor, aranżer, producent muzyczny
  - Te-Tris, polski raper, producent muzyczny
  - Florin Zalomir, rumuński szablista
- 23 kwietnia:
  - Freddie Eriksson, szwedzki żużlowiec
  - Wojciech Jankowski, polski hokeista
  - Dżawad Kazemian, irański piłkarz
  - Chris Sharma, amerykański wspinacz skałkowy
  - Mickaël Tacalfred, gwadelupski piłkarz
  - Valdo, kabowerdeński piłkarz
  - Gemma Whelan, brytyjska aktorka, komik
  - Gabriella Windsor(inne języki), brytyjska arystokratka
- 24 kwietnia:
  - Sasha Barrese, amerykańska aktorka
  - Andrija Delibašić, czarnogórski piłkarz (zm. 2025)
  - Taylor Dent, amerykański tenisista
  - Yūko Nakanishi, japońska pływaczka
  - Marcus Túlio Tanaka, japoński piłkarz pochodzenia brazylijskiego
- 25 kwietnia:
  - Monika Cabaj, polska judoczka
  - Wojciech Kasperski, polski scenarzysta, producent i reżyser filmów fabularnych i dokumentalnych
  - Felipe Massa, brazylijski kierowca wyścigowy Formuły 1
  - Anja Pärson, szwedzka narciarka alpejska
  - Krzysztof Tuduj, polski prawnik, polityk, poseł na Sejm RP
  - Agnieszka Turzyniecka, polska pisarka, tłumaczka
- 26 kwietnia:
  - Caro Emerald, holenderska wokalistka jazzowa
  - Ms. Dynamite, brytyjska piosenkarka, raperka
  - Wynne Prakusya, indonezyjska tenisistka
  - Sandra Schmitt, niemiecka narciarka dowolna (zm. 2000)
- 27 kwietnia:
  - Dang Ye-seo, południowokoreańska tenisistka stołowa
  - Fabrizio Faniello, maltański piosenkarz
  - Alik Haýdarow, turkmeński piłkarz
  - Sandy Mölling, niemiecka prezenterka, tancerka, aktorka, wokalistka, członkini zespołu No Angels
- 28 kwietnia:
  - Jessica Alba, amerykańska aktorka
  - Vencelas Dabaya, francuski sztangista pochodzenia kameruńskiego
  - Lester Estelle Jr., amerykański perkusista, członek zespołu Pillar
  - Mihai Grecu, rumuński artysta specjalizujący się w sztuce wideo
  - Krzysztof Mateusiak, polski aktor
  - Ai Morinaga, japońska mangaka (zm. 2019)
- 29 kwietnia:
  - Bre Blair, kanadyjska aktorka
  - Brian Dzingai, zimbabwejski lekkoatleta, sprinter
  - George McCartney, północnoirlandzki piłkarz
  - Émilie Mondor, kanadyjska lekkoatletka, biegaczka długodystansowa (zm. 2006)
  - Tom Smith, brytyjski muzyk, lider zespołu Editors[3]
  - Wen Juling, chińska zapaśniczka
  - Alex Vincent, amerykański aktor
- 30 kwietnia:
  - Aleksandr Aleksiejew, rosyjski bokser
  - Barbara Klicka, polska poetka, animatorka kultury
  - Piotr Nalicz, rosyjski piosenkarz, kompozytor
  - Kunal Nayyar, indyjski aktor
  - Diego Occhiuzzi, włoski szablista
  - John O’Shea, irlandzki piłkarz
  - Justin Vernon, amerykański muzyk, piosenkarz, producent muzyczny
  - Lukas Wilaschek, niemiecki bokser pochodzenia polskiego
  - Grzegorz Woś, polski aktor
- 1 maja – Milan Živič, słoweński skoczek narciarski
- 2 maja:
  - Ali Abdo, australijski zapaśnik
  - Kirsten Belin, szwedzka lekkoatletka, tyczkarka
  - Robert Buckley, amerykański aktor
  - Cătălin Drulă, rumuński informatyk, działacz społeczny, polityk
  - Michael Gspurning, austriacki piłkarz, bramkarz
  - Chris Kirkland, angielski piłkarz, bramkarz
  - Michał Kotula, polski malarz, historyk sztuki
  - Tiago Mendes, portugalski piłkarz
  - Ałeksandra Wojnewska, macedońska lekkoatletka, sprinterka
- 3 maja:
  - Murilo Endres, brazylijski siatkarz
  - Stéphanie Foretz, francuska tenisistka
  - Éric Hassli, francuski piłkarz
  - Stefan Henze, niemiecki kajakarz (zm. 2016)
  - Fernando Menegazzo, brazylijski piłkarz
  - Darcy Robinson, kanadyjsko-włoski hokeista (zm. 2007)
  - Oana Țiplea, rumuńska piłkarka ręczna
- 4 maja:
  - Aldo Angoula, francuski piłkarz pochodzenia kameruńskiego
  - Eric Djemba-Djemba, kameruński piłkarz
  - Franco Fagioli, argentyński śpiewak operowy (kontratenor)
  - Marcin Kalisz, polski aktor
  - Amel Khamtache, algierska siatkarka
  - Aleksandr Kołobniew, rosyjski kolarz szosowy
  - Marion Kreiner, austriacka snowboardzistka
  - Marek Niedużak, polski prawnik, adwokat, urzędnik państwowy
  - Jan-Peter Peckolt, niemiecki żeglarz sportowy
  - Kubrat Pulew, bułgarski bokser
  - Roger Rinderknecht, szwajcarski kolarz górski
  - Patrick Wolf, austriacki piłkarz
- 5 maja – Robert Battle, amerykański koszykarz, posiadający także hiszpańskie obywatelstwo
- 6 maja:
  - Etilda Gjonaj, albańska prawnik, adwokat, polityk
  - Robert Hammond, australijski hokeista na trawie
  - Census Johnston, samoański rugbysta
  - Guglielmo Stendardo, włoski piłkarz
  - Edyta Śliwińska, polsko-amerykańska tancerka, fotomodelka
  - René Vydarený, słowacki hokeista
- 8 maja:
  - Andrea Barzagli, włoski piłkarz
  - Songül Dikmen, turecka siatkarka
  - Tomasz Motyka, polski szpadzista
  - Mary-Ann Ochota, brytyjska antropolożka i prezenterka telewizyjna polsko-indyjskiego pochodzenia
  - Marek Rutkiewicz, polski kolarz szosowy
  - Micah Sloat, amerykański aktor, muzyk
  - Blaž Vrhovnik, słoweński skoczek narciarski
- 9 maja – Matthias Zollner, niemiecki trener koszykówki
- 10 maja:
  - Samuel Dalembert, kanadyjski koszykarz, haitańskiego pochodzenia
  - Arkadiusz Gołaś, polski siatkarz (zm. 2005)
  - Dariusz Stefaniuk, polski samorządowiec, wicemarszałek województwa lubelskiego
  - Tom Vek, brytyjski muzyk i multiinstrumentalista
- 11 maja:
  - Adam Hansen, australijski kolarz szosowy
  - Lauren Jackson, australijska koszykarka
  - Spiridon Kapnisis, grecki szachista, trener
  - Daisuke Matsui, japoński piłkarz
  - Arkadiusz Mysona, polski piłkarz
  - Bogdan Alexandru Olteanu, rumuński siatkarz
  - Olumide Oyedeji, nigeryjski koszykarz
  - Nadija Sawczenko, ukraińska porucznik, lotnik nawigator, polityk
  - Nurboł Żumaskalijew, kazachski piłkarz
- 12 maja:
  - Tejas Bakre, indonezyjski szachista
  - Rob Bontje, holenderski siatkarz
  - Erica Campbell, amerykańska aktorka pornograficzna
  - Laura Granville, amerykańska tenisistka
  - Naohiro Ishikawa, japoński piłkarz
  - David Kočí, czeski hokeista
  - Rami Malek, amerykański aktor pochodzenia egipskiego
  - Anna Stępniewska, polska wokalistka jazzowa
- 13 maja:
  - Andrew Cohen, maltański piłkarz
  - Nicolás Frutos, argentyński piłkarz
  - Sunny Leone, kanadyjska aktorka pornograficzna
  - Rebecka Liljeberg, szwedzka aktorka
  - David López García, hiszpański kolarz szosowy
  - Florent Mothe, francuski muzyk, kompozytor, autor tekstów piosenek
  - Kristian Ranta, fiński gitarzysta, członek zespołu Norther
  - Nathan Rennie, australijski kolarz górski
- 14 maja:
  - Björn Andrae, niemiecki siatkarz
  - Sarbel, grecko-cypryjski piosenkarz
  - Júlia Sebestyén, węgierska łyżwiarka figurowa
  - Bohdan Szerszun, ukraiński piłkarz
  - Onalethata Thekiso, botswański piłkarz
- 15 maja:
  - Ben, niemiecki piosenkarz
  - Joana Costa, brazylijska lekkoatletyka, tyczkarka
  - Patrice Evra, francuski piłkarz pochodzenia senegalskiego
  - Jerome Holman, amerykański koszykarz
  - Li Juan, chińska siatkarka
  - Zara Phillips, brytyjska jeźdźczyni sportowa, członkini rodziny królewskiej
  - Jamie-Lynn Sigler, amerykańska aktorka
  - Carla Tiene, brazylijska tenisistka
- 17 maja:
  - Alessia D’Andrea, włoska piosenkarka
  - Cosma Shiva Hagen, niemiecka aktorka
  - Shiri Maimon, izraelska piosenkarka
  - Drew Nicholas, amerykański koszykarz
  - Mohamed Saqr, katarski piłkarz, bramkarz pochodzenia senegalskiego
  - Julija Sołdatowa, rosyjska łyżwiarka figurowa
- 18 maja:
  - Sílvia Alberto, portugalska aktorka, prezenterka telewizyjna
  - Mahamadou Diarra, malijski piłkarz
  - Edu Dracena, brazylijski piłkarz
  - Ałan Dudajew, rosyjski zapaśnik
  - Andrzej Hausner, polski aktor
  - Lester Meléndez, nikaraguański piłkarz, bramkarz, trener
  - Zou Shiming, chiński bokser
- 19 maja:
  - Luis Anaya, salwadorski piłkarz
  - Sani Bečirovič, słoweński koszykarz
  - Ołena Chodyriewa, ukraińska piłkarka
  - Moussa Coulibaly, malijski piłkarz
  - Mateusz Damięcki, polski aktor
  - Luciano Figueroa, argentyński piłkarz
  - Michael Leighton, kanadyjski hokeista, bramkarz
  - Mariusz Mowlik, polski piłkarz
  - Michał Rolnicki, polski aktor
  - Sina Schielke, niemiecka lekkoatletka, sprinterka
  - Georges St-Pierre, kanadyjski zawodnik MMA
  - Yo Gotti, amerykański raper
  - Klaas-Erik Zwering, holenderski pływak
- 20 maja:
  - Pascal Berenguer, francuski piłkarz
  - Iker Casillas, hiszpański piłkarz, bramkarz
  - Alicja Kryczało, polska florecistka
  - Rachel Platten, amerykańska piosenkarka, kompozytorka, autorka tekstów
  - Tomáš Starosta, słowacki hokeista
  - Lindsay Taylor, amerykańska koszykarka
  - Mark Winterbottom, australijski kierowca wyścigowy
- 21 maja:
  - Craig Anderson, amerykański hokeista, bramkarz
  - Ferdinand Bader, niemiecki skoczek narciarski
  - Belladonna, amerykańska aktorka pornograficzna
  - Beth Botsford, amerykańska pływaczka
  - Zdeněk Hřib, czeski polityk, samorządowiec, prezydent Pragi
  - Anna Prus, polska aktorka
  - Anna Rogowska, polska lekkoatletka, tyczkarka
  - Agata Wątróbska, polska aktorka
- 22 maja:
  - Daniel Bryan, amerykański wrestler
  - Eric Butorac, amerykański tenisista
  - Bassel Khartabil, palestyńsko-syryjski programista otwartego oprogramowania, aktywista na rzecz wolnej kultury i demokracji, więzień polityczny (zm. 2015)
  - Joanna Leunis, belgijska tancerka
  - Jürgen Melzer, austriacki tenisista
  - Rosemary Okafor, nigeryjska lekkoatletka, sprinterka
- 23 maja:
  - Jin Long, chiński snookerzysta
  - Sergio Mendoza, honduraski piłkarz
  - Simphiwe Mpungose, południowoafrykańska zapaśniczka
  - Katarzyna Pisarska, polska politolog, działaczka społeczna, wykładowczyni akademicka
- 24 maja:
  - Penny Taylor-Gil, australijska koszykarka
  - Kenan Bajramović, bośniacki koszykarz
- 25 maja:
  - Tuukka Mäntylä, fiński hokeista
  - Justyna Sieniawska, polska aktorka
  - Logan Tom, amerykańska siatkarka
  - Agata Wojda, polska działaczka samorządowa, prezydent Kielc
- 26 maja:
  - Anthony Ervin, amerykański pływak
  - Eda-Ines Etti, estońska piosenkarka
  - Maria Góralczyk, polska aktorka, modelka
  - Răzvan Raț, rumuński piłkarz
  - Kevin Sammut, maltański piłkarz
  - Isaac Slade, amerykański muzyk, wokalista, członek zespołu The Fray
  - Yazid Kaïssi, marokańsko-francuski piłkarz
- 28 maja:
  - Adam Green, amerykański piosenkarz
  - Rafał Kwietniewski, polski aktor
  - Agata Mańczyńska, polska piłkarka
  - Janne Schäfer, niemiecka pływaczka
  - Gábor Talmácsi, węgierski motocyklista wyścigowy
- 29 maja:
  - Andriej Arszawin, rosyjski piłkarz
  - Justin Chon, amerykański aktor pochodzenia koreańskiego
  - Laura Sánchez, hiszpańska aktorka, modelka
- 30 maja:
  - Devendra Banhart, amerykański wokalista, gitarzysta
  - Gianmaria Bruni, włoski kierowca wyścigowy
  - Ahmad Elrich, australijski piłkarz pochodzenia libańskiego
  - Mika Karttunen, fiński szachista
  - Lars Møller Madsen, duński piłkarz ręczny
  - Gregory Michael, amerykański aktor
  - Tomáš Pešír, czeski piłkarz
  - Georgina Pinedo, argentyńska siatkarka
  - C-Bool, polski DJ, producent muzyczny
- 31 maja:
  - Mikael Antonsson, szwedzki piłkarz
  - Irina Biespałowa, rosyjska pływaczka
  - Daniele Bonera, włoski piłkarz
  - Joanna Kozak, polska wokalistka, kompozytorka, autorka tekstów, projektantka mody
  - Andreas Linger, austriacki saneczkarz
  - Marlies Schild, austriacka narciarka alpejska
- 1 czerwca:
  - Brandi Carlile, amerykańska piosenkarka, autorka tekstów
  - Jonathan Coeffic, francuski wioślarz
  - Stephanie D’Hose, belgijska polityk, przewodnicząca Senatu
  - Hawar Mulla Mohammed, iracki piłkarz
  - Amy Schumer, amerykańska aktorka
  - Jewgienij Szaposznikow, rosyjski szachista
- 2 czerwca:
  - Nikołaj Dawydienko, rosyjski tenisista
  - Ewa Kucharska, polska lekkoatletka, biegaczka długodystansowa
  - Alex Mayer, brytyjska polityk, eurodeputowana
  - Jamie Szantyr, amerykańska wrestlerka pochodzenia polskiego
- 3 czerwca:
  - Sosene Anesi, nowozelandzki rugbysta, trener pochodzenia samoańskiego
  - Katarzyna Ankudowicz, polska aktorka
  - Gabard Fénélon, haitański piłkarz, bramkarz
  - Oneida González, wenezuelska siatkarka
  - Krystian Jarubas, polski samorządowiec, polityk, poseł na Sejm RP
  - Pekka Salminen, fiński skoczek narciarski
  - Jekatierina Sysojewa, rosyjska tenisistka
  - Dana Velďáková, słowacka lekkoatletka, trójskoczkini
  - Jana Velďáková, słowacka lekkoatletka, skoczkini w dal
  - Jacek Wolszczak, polski aktor
- 4 czerwca:
  - Tobias Karlsson, szwedzki piłkarz ręczny
  - Jurkas Seitaridis, grecki piłkarz
  - Michael Thomas, walijski perkusista, członek zespołu Bullet for My Valentine
  - Rosita Vai, nowozelandzka piosenkarka
  - Natalja Wodopjanowa, rosyjska koszykarka
- 5 czerwca:
  - Serhat Akın, turecki piłkarz
  - Carlos Barredo, hiszpański kolarz szosowy
  - Amber Campbell, amerykańska lekkoatletka, młociarka
  - Jade Goody, brytyjska osobowość telewizyjna (zm. 2009)
  - Sébastien Lefebvre, kanadyjski gitarzysta, członek zespołu Simple Plan
  - Małgorzata Plebanek, polska siatkarka
  - Tomas Radzinevičius, litewski piłkarz
- 6 czerwca:
  - João Paulo Andrade, portugalski piłkarz
  - Brent Darby, amerykański koszykarz (zm. 2011)
  - Cheryl Ford, amerykańska koszykarka
  - Yudel Johnson, kubański bokser
  - Satoshi Kamiya, japoński mistrz origami
  - Johnny Pacar, amerykański aktor
  - Małgorzata Trybalska, polska aktorka
- 7 czerwca:
  - Adam Braz, kanadyjski piłkarz pochodzenia żydowskiego
  - Stephen Bywater, angielski piłkarz, bramkarz
  - Swietłana Gonczarowa, rosyjska łuczniczka
  - Ģirts Karlsons, łotewski piłkarz
  - Anna Kurnikowa, rosyjska tenisistka
  - Kevin Kyle, szkocki piłkarz
  - Anne-Laure Viard, francuska kajakarka
- 8 czerwca:
  - Alex Band, amerykański piosenkarz
  - Rafał Brzozowski, polski piosenkarz
  - Stefan Krajewski, polski samorządowiec, polityk, poseł na Sejm RP
  - Michał Wieczorek, polski pilot samolotowy
  - Darja Żukowa, rosyjska bizneswoman, filantropka, projektantka mody pochodzenia żydowskiego
- 9 czerwca:
  - Michel Garbini Pereira, brazylijski piłkarz
  - Anna Gostomelski, izraelska pływaczka
  - Justin Haber, maltański piłkarz, bramkarz
  - Bartłomiej Konieczny, polski piłkarz
  - Natalie Portman, amerykańska aktorka pochodzenia żydowskiego
  - Anoushka Shankar, brytyjska muzyk pochodzenia indyjskiego
  - Kasper Søndergaard Sarup, duński piłkarz ręczny
  - Duane van Staden, południowoafrykański zapaśnik
  - Kouyou Takashima, japoński gitarzysta, członek zespołu the GazettE
- 12 czerwca:
  - Eugene Galekovic, australijski piłkarz, bramkarz pochodzenia chorwackiego
  - Raitis Grafs, łotewski koszykarz
  - David Gilbert, angielski snookerzysta
  - Klemen Lavrič, słoweński piłkarz
  - Adriana Lima, brazylijska modelka, aktorka
  - Amanda Lindhout, kanadyjska dziennikarka
  - Malachi Pearson, amerykański aktor
  - Serhij Symonenko, ukraiński piłkarz
  - Nora Tschirner, niemiecka aktorka, prezenterka radiowa i telewizyjna
- 13 czerwca:
  - Marcin Cejrowski, polski dziennikarz i prezenter telewizyjny, konferansjer
  - Wieteke Cramer, holenderska łyżwiarka szybka
  - Guy Demel, iworyjski piłkarz
  - Chris Evans, amerykański aktor, producent filmowy pochodzenia irlandzko-włoskiego
  - Mick Fanning, australijski surfer
  - Radek Łukasiewicz, polski muzyk, kompozytor, wokalista, autor tekstów, realizator dźwięku, założyciel i lider zespołu Pustki
  - Radim Vrbata, czeski hokeista
- 14 czerwca:
  - Magdalena Czenska, polska lekkoatletka, oszczepniczka
  - Elano, właśc. Elano Blumer, piłkarz brazylijski
- 15 czerwca:
  - Marcus Cleverly, duński piłkarz ręczny, bramkarz
  - Monika Götz, niemiecka lekkoatletka, tyczkarka
  - Helena Horká, czeska siatkarka
  - Billy Martin, amerykański gitarzysta, członek zespołu Good Charlotte
  - John Paintsil, ghański piłkarz
  - René Peters, luksemburski piłkarz
  - Emma Snowsill, australijska triathlonistka
  - Jordi Vilasuso, kubańsko-amerykański aktor
  - Marcin Wojciechowski, polski dziennikarz radiowy
- 16 czerwca
  - Piotr Olszówka, polski samorządowiec, polityk, poseł na Sejm RP
  - Alina Pilhun-Machniewa, białoruska wioślarka
- 17 czerwca:
  - Mariko Mori, japońska siatkarka
  - Amrita Rao, indyjska aktorka
  - Charles Asampong Taylor, ghański piłkarz
  - Shane Watson, australijski krykiecista
- 19 czerwca:
  - Moss Burmester, nowozelandzki pływak
  - Nadia Centoni, włoska siatkarka
  - Valerio Cleri, włoski pływak
  - Mario Duplantier, francuski perkusista, członek zespołu Gojira
- 20 czerwca:
  - Angerfist, holenderski didżej
  - Ardian Gashi, kosowski i norweski piłkarz
  - Brede Hangeland, norweski piłkarz
  - Oksana Szmaczkowa, rosyjska piłkarka
  - Robert Stieglitz, niemiecki bokser
  - Lene Storløkken, norweska piłkarka
- 21 czerwca:
  - Agnieszka Braszkiewicz, polska pływaczka
  - Brandon Flowers, amerykański wokalista, członek zespołu The Killers
  - Małgorzata Trybańska-Strońska, polska lekkoatletka, trójskoczkini
  - Brad Walker, amerykański lekkoatleta, tyczkarz
- 22 czerwca:
  - Sione Lauaki, nowozelandzki rugbysta (zm. 2017)
  - Paulina Maślanka, polska piosenkarka, autorka tekstów
  - Aquivaldo Mosquera, kolumbijski piłkarz
  - Monty Oum, amerykański animator, aktor głosowy (zm. 2015)
  - Chris Urbanowicz, brytyjski gitarzysta pochodzenia polskiego, członek zespołu Editors
- 23 czerwca:
  - Antony Costa, brytyjski wokalista, aktor pochodzenia cypryjsko-żydowskiego, członek boysbandu Blue
  - Nora Fiechter, szwajcarska wioślarka
  - Muhammad Hubajl, bahrajński piłkarz
  - Giulio Migliaccio, włoski piłkarz
  - Nikodem Rachoń, polski filozof, wiceminister
  - Ibrahim Tall, senegalski piłkarz
  - Nikola Vujović, czarnogórski piłkarz
  - Katia Zini, włoska łyżwiarska szybka, specjalistka short tracku
- 24 czerwca:
  - Damaskin (Luchian), rumuński biskup prawosławny
  - Jana Maláčová, czeska politolog, polityk
  - Maurito, angolski piłkarz
  - Ihar Rażkou, białoruski piłkarz
  - Łukasz Żal, polski operator filmowy
- 25 czerwca:
  - Simon Ammann, szwajcarski skoczek narciarski
  - Natalja Iwanowa, rosyjska lekkoatletka, sprinterka i płotkarka
  - Irina Osipowa, rosyjska koszykarka
  - Pooja Umashankar, lankijska aktorka
  - Andrea Zambrana, portorykańska lekkoatletka, tyczkarka
- 26 czerwca:
  - Natalja Antiuch, rosyjska lekkoatletka, płotkarka i sprinterka
  - Gábor Gyepes, węgierski piłkarz
  - Jekatierina Ławrientjewa, rosyjska saneczkarka
  - Damien Sargue, francuski piosenkarz, aktor musicalowy
  - Monica Sweetheart, czeska aktorka pornograficzna
- 27 czerwca:
  - Younes Al Shibani, libijski piłkarz
  - Təvəkkül Bayramov, azerski zawodnik taekwondo
  - Rubén Castro, hiszpański piłkarz
  - Dawid Kostecki, polski bokser (zm. 2019)
  - Éric Prodon, francuski tenisista
  - Cléber Santana, brazylijski piłkarz (zm. 2016)
  - Eugen Tomac, rumuński polityk, eurodeputowany
  - Pamela Wilson, kanadyjska zapaśniczka
- 28 czerwca:
  - Wojciech Czerwiński, polski aktor
  - Tiffany Hopkins, francuska aktorka pornograficzna
  - Wasil Kiryjenka, białoruski kolarz szosowy i torowy
  - Guillermo Martínez, kubański lekkoatleta, oszczepnik
  - Mustafa Najem, ukraiński dziennikarz i prezenter telewizyjny, polityk pochodzenia pasztuńskiego
  - Brandon Phillips, amerykański baseballista
  - Aarthie Ramaswamy, indyjska szachistka, arcymistrzyni, sędzia klasy międzynarodowej
  - Baszir Sajed, emiracki piłkarz
  - Mara Santangelo, włoska tenisistka
  - Tomonobu Shimizu, japoński bokser
  - Mateusz Wagemann, polski prawnik, polityk, wicewojewoda zachodniopomorski
- 29 czerwca:
  - Kristina Flognman, szwedzka piłkarka ręczna
  - Joe Johnson, amerykański koszykarz
  - Tyrone Loran, holenderski piłkarz
- 30 czerwca:
  - Rachelle Boone-Smith, amerykańska lekkoatletka, sprinterka
  - Deividas Česnauskis, litewski piłkarz
  - Saïf Ghezal, tunezyjski piłkarz
  - Alissa Jung, niemiecka aktorka
  - Andy Knowles, brytyjski perkusista, członek zespołów: A.K.A. i Franz Ferdinand
  - Desi Lydic, amerykańska aktorka
  - Karolina Sadalska, polska kajakarka
  - Barbora Špotáková, czeska lekkoatletka, oszczepniczka
  - Tatjana Troina, białoruska koszykarka
- 1 lipca:
  - Ałła Czeczelewa, rosyjska lekkoatletka, tyczkarka
  - Flavia Rigamonti, szwajcarska pływaczka
  - Robert Stefański, polski klarnecista
- 3 lipca:
  - Kerry Hore, australijska wioślarka
  - Justin Torkildsen, amerykański aktor
  - M’apotlaki Ts’elho, lekkoatletka z Lesotho, sprinterka
- 4 lipca:
  - Dédé, angolski piłkarz
  - Tetiana Łazarewa, ukraińska zapaśniczka
  - Tahar Rahim, francuski aktor pochodzenia algierskiego
  - Olja Chadzinikolau, grecka koszykarka
- 5 lipca:
  - Gianne Albertoni, brazylijska modelka
  - Ryan Hansen, amerykański aktor
  - Shou, japoński wokalista, członek zespołu Alice Nine
  - Linda Sundblad, szwedzka piosenkarka, modelka, aktorka
  - Ann Winsborn, szwedzka piosenkarka
- 6 lipca:
  - Herman Huczkowski, fiński skoczek narciarski
  - Jelena Kostanić Tošić, chorwacka tenisistka
  - Magda Mihalache, rumuńska tenisistka
  - LaToya Thomas, amerykańska koszykarka
- 7 lipca:
  - Synyster Gates, amerykański gitarzysta, wokalista, członek zespołu Avenged Sevenfold
  - Cristian Irimia, rumuński piłkarz
  - Jimmy Laureys, belgijski strongman, trójboista siłowy
  - Omar Naber, słoweński piosenkarz pochodzenia jordańskiego
  - Michał Piotrowski, polski hokeista
  - Paulina Pospieszalska, polska piosenkarka
  - Stefan Schröder, niemiecki piłkarz ręczny
  - Michael Silberbauer, duński piłkarz
  - Mahendra Singh Dhoni, indyjski krykiecista
  - Marcin Szeląg, polski szachista
- 8 lipca:
  - Ashley Blue, amerykańska aktorka pornograficzna
  - Shalane Flanagan, amerykańska lekkoatletka, biegaczka długodystansowa
  - Andy Gillet, francuski aktor, model
  - Lance Gross, amerykański aktor, producent filmowy, model, fotograf
  - Kwak Tae-hwi, południowokoreański piłkarz
  - Anastasija Myskina, rosyjska tenisistka
- 9 lipca:
  - Katarzyna Anzorge, polska aktorka
  - Cho Jae-jin, południowokoreański piłkarz
  - Duże Pe, polski raper
  - Justyna Jeziorna, polska koszykarka
  - Lee Chun-soo, południowokoreański piłkarz
  - Rutger Smith, holenderski lekkoatleta, kulomiot i dyskobol
- 10 lipca:
  - Agnieszka Bartczak, polska tenisistka
  - Liber, polski raper
  - Rafał Radziszewski, polski hokeista
  - Siarhiej Szundzikau, białoruski judoka
  - Aleksandyr Tunczew, bułgarski piłkarz
- 11 lipca:
  - Lionel Cox, belgijski strzelec sportowy
  - Marguerite Houston, australijska wioślarka
  - Żirajr Howhannisjan, ormiański zapaśnik
- 12 lipca:
  - Adrienne Camp, południowoafrykańska piosenkarka i autorka tekstów
  - Jaron Herman, izraelski pianista jazzowy
  - Anna Matijenko, rosyjska siatkarka
  - Maya Sar, bośniacka piosenkarka, kompozytorka
  - Abigail Spears, amerykańska tenisistka
  - Rastko Stojković, serbski piłkarz ręczny
- 13 lipca:
  - Dimitri De Fauw, belgijski kolarz torowy (zm. 2009)
  - Ágnes Kovács, węgierska pływaczka
  - João Pina, portugalski judoka
  - Ineta Radēviča, łotewska lekkoatletka, skoczkini w dal i trójskoczkini
- 14 lipca:
  - Maciej Bieniek, polski prawnik, samorządowiec, wicewojewoda wielkopolski
  - Anna Goławska, polska urzędniczka państwowa, podsekretarz stanu
  - Matti Hautamäki, fiński skoczek narciarski
  - Robbie Maddison, australijski motocyklista-kaskader
  - Potito Starace, włoski tenisista
- 15 lipca:
  - Lowell Bailey, amerykański biathlonista
  - Tomasz Błasiak, polski aktor
  - Diogo Gama, portugalski rugbysta
  - Taylor Kinney, amerykański aktor, model
  - Qu Bo, chiński piłkarz
  - Mohd Norhafiz Zamani Misbah, malezyjski piłkarz
  - Oksana Zubkowśka, ukraińska lekkoatletka, skoczkini wzwyż i w dal
  - Hassan Bouizgar, marokański piłkarz
- 16 lipca:
  - Hubert Gotkowski, polski filmowiec niezależny
  - Robert Kranjec, słoweński skoczek narciarski
  - Oriana Małachowska, polska judoczka
  - Michael Tabrett, australijski rugbysta (zm. 2003)
  - Vicente, hiszpański piłkarz
  - Zach Randolph, amerykański koszykarz
- 17 lipca:
  - Noemi Cantele, włoska kolarka szosowa
  - Gedymin Grubba, polski organista, dyrygent, kompozytor
  - Jonas Källman, szwedzki piłkarz ręczny
  - Piotr Maślanka, polski wokalista, kompozytor, multiinstrumentalista
  - Mélanie Thierry, francuska modelka, aktorka
- 18 lipca:
  - Anna Fucz, niemiecka zawodniczka sportów walki pochodzenia polskiego
  - Marcelo Hargreaves, brazylijski siatkarz
  - Michiel Huisman, holenderski aktor, gitarzysta, woikalista, członek zespołu Fontane
  - Davidson Morais, brazylijski piłkarz
  - Dennis Seidenberg, niemiecki hokeista
  - Esther Vergeer, holenderska tenisistka
- 19 lipca:
  - Małgorzata Czajczyńska, polska kajakarka
  - Didz Hammond, brytyjski basista, członek zespołu Cooper Temple Clause
  - Elsa Saisio, fińska aktorka
- 20 lipca:
  - Jérôme Blanchard, francuski łyżwiarz figurowy
  - Rusłan Bidnenko, ukraiński piłkarz
  - Brian Carroll, amerykański piłkarz
  - Dzmitryj Daszkiewicz, białoruski polityk
  - Damien Delaney, irlandzki piłkarz
  - Viktoria Ladõnskaja, estońska dziennikarka, polityk
  - Agnieszka Łada, polska politolog, niemcoznawczyni
  - Elisha Thomas, amerykańska siatkarka
  - Zhang Shuai, chiński piłkarz
- 21 lipca:
  - René Bertram, niemiecki wioślarz
  - Paloma Faith, brytyjska piosenkarka, autorka tekstów, aktorka
  - Alexis González, argentyński siatkarz
  - Victor Hănescu, rumuński tenisista
  - Joaquín, hiszpański piłkarz
  - Anabelle Langlois, kanadyjska łyżwiarka figurowa
  - Yūshin Okami, japoński zawodnik MMA
  - Stefan Schumacher, niemiecki kolarz szosowy
  - Andreas Siljeström, szwedzki tenisista
- 22 lipca:
  - Robin Bourne-Taylor, brytyjski wioślarz
  - Mantas Česnauskis, litewski koszykarz, trener
  - Switłana Matewuszewa, ukraińska żeglarka sportowa
  - Katarzyna Sowińska, polska aktorka, modelka
  - Clive Standen, brytyjski aktor
- 24 lipca:
  - Johan Backlund, szwedzki hokeista, bramkarz
  - Jenny Barazza, włoska siatkarka
  - Nayib Bukele, salwadorski przedsiębiorca, polityk, prezydent Salwadoru pochodzenia palestyńskiego
  - Osório Carvalho, angolski piłkarz
  - Elisa Cusma, włoska lekkoatletka, biegaczka średniodystansowa
  - Summer Glau, amerykańska aktorka
- 25 lipca:
  - Conor Casey, amerykański piłkarz
  - Konstandinos Charalambidis, cypryjski piłkarz
  - Sara Goffi, włoska pływaczka
  - Peter Hricko, słowacki piłkarz
  - Yūichi Komano, japoński piłkarz
  - Piotr Myszka, polski żeglarz, windsurfer
  - Jani Rita, fiński hokeista
- 26 lipca – Maicon, właśc. Maicon Douglas Sisenando, brazylijski piłkarz
- 27 lipca:
  - Dejan Damjanović, czarnogórski piłkarz
  - Carol Gattaz, brazylijska siatkarka
  - Theo Janssen, holenderski piłkarz
  - Dan Jones, brytyjski pisarz, historyk, dziennikarz
  - Krystofer Kolanos, kanadyjski hokeista pochodzenia polskiego
  - Natalia Lesz, polska piosenkarka, aktorka
  - Li Xiaopeng, chiński gimnastyk
  - Jordan Todorow, bułgarski piłkarz
  - Rafael Verga, brazylijski model
  - Paul Williams, amerykański bokser
  - Robert Witka, polski koszykarz
- 28 lipca:
  - Michael Carrick, angielski piłkarz
  - Willie Green, amerykański koszykarz
- 29 lipca – Fernando Alonso, hiszpański kierowca wyścigowy
- 30 lipca:
  - Nicky Hayden, amerykański motocyklista wyścigowy (zm. 2017)
  - Daria Korczyńska, polska lekkoatletka, sprinterka
  - Maureen Nisima, francuska szpadzistka
  - Hope Solo, amerykańska piłkarka
- 31 lipca – Matthew Sanders, amerykański wokalista zespołu Avenged Sevenfold
- 2 sierpnia:
  - Jamie Chamberlain, kanadyjski hokeista
  - Przemysław Cypryański, polski aktor
  - Łukasz Drapała, polski wokalista, autor tekstów, członek zespołu Chemia
  - Aleksandr Jemieljanienko, rosyjski zawodnik sportów walki
  - Witalij Komarnycki, ukraiński piłkarz
  - Vlad Miriță, rumuński piosenkarz
  - Óscar Rojas, meksykański piłkarz
  - Dorota Sikora, polska judoczka
- 3 sierpnia:
  - Jan Dziedziczak, polski politolog, polityk, poseł na Sejm RP
  - Pablo Ibáñez, hiszpański piłkarz
  - Lucas Lobos, meksykański piłkarz pochodzenia argentyńskiego
  - Natalija Skakun, ukraińska sztangistka
- 4 sierpnia:
  - Benjamin Boukpeti, togijski kajakarz górski
  - Erica Carlson, szwedzka aktorka
  - Nicolas Charbonnier, francuski żeglarz sportowy
  - Ismael Fuentes, chilijski piłkarz
  - Tapio Luusua, fiński narciarz dowolny
  - Meghan Markle, amerykańska aktorka, księżna Susseksu
  - Melanie Münch, niemiecka wokalistka, członkini zespołu Groove Coverage
  - Abigail Spencer, amerykańska aktorka
  - Ayumi Tanimoto, japońska judoczka
- 5 sierpnia:
  - Carl Crawford, amerykański baseballista
  - Maik Franz, niemiecki piłkarz
  - Erik Guay, kanadyjski narciarz alpejski
  - Paul Jans, holenderski piłkarz
  - Mate Kapović, chorwacki językoznawca, wykładowca akademicki
  - Kō Shibasaki, japońska aktorka, piosenkarka
  - David Trapp, belizeński piłkarz
  - Norbert Witkowski, polski piłkarz, bramkarz
- 6 sierpnia:
  - Lucie Décosse, francuska judoczka
  - Andrea Gasbarroni, włoski piłkarz
  - Abdul Kader Keïta, iworyjski piłkarz
  - Vitantonio Liuzzi, włoski kierowca wyścigowy
  - Travie McCoy, amerykański raper, piosenkarz
  - Fabrice Mercury, gwadelupski piłkarz
- 7 sierpnia:
  - Robert Blair, brytyjski badmintonista
  - Anatolij Bogdanow, kazachski piłkarz pochodzenia rosyjskiego
  - Jerzy Gabryś, polski hokeista
  - Estefanía Juan, hiszpańska sztangistka
  - Paul Kpaka, sierraleoński piłkarz
  - Annerys Vargas, dominikańska siatkarka
  - Randy Wayne, amerykański aktor, producent i scenarzysta filmowy
- 8 sierpnia:
  - Milda Sauliūtė, litewska koszykarka
  - Vanessa Amorosi, australijska piosenkarka
  - Roger Federer, szwajcarski tenisista
  - Meagan Good, amerykańska aktorka
  - José Ron, meksykański aktor
  - Harel Ska’at, izraelski piosenkarz
- 9 sierpnia:
  - Bartłomiej Grzelak, polski piłkarz
  - Jarvis Hayes, amerykański koszykarz
  - Li Jiawei, singapurska tenisistka stołowa
  - Roland Linz, austriacki piłkarz
  - Rodel Mayol, filipiński bokser
- 10 sierpnia:
  - Natsumi Abe, japońska aktorka, piosenkarka
  - Siergiej Baranow, rosyjski siatkarz
  - Taufik Hidayat, indonezyjski badmintonista
  - Władysław Kosiniak-Kamysz, polski lekarz, samorządowiec, polityk, poseł na Sejm RP, minister pracy i polityki społecznej
- 11 sierpnia:
  - Ulaş Kıyak, turecki siatkarz
  - Ondrej Prokop, słowacki hokeista
  - Sandi Thom, szkocka piosenkarka, kompozytorka
  - Danai Udomchoke, tajski tenisista
- 12 sierpnia:
  - Tony Capaldi, północnoirlandzki piłkarz pochodzenia włoskiego
  - Djibril Cissé, francuski piłkarz pochodzenia iworyjskiego
  - Jung Dae-young, południowokoreańska siatkarka
  - Gatis Kalniņš, łotewski piłkarz
  - Jacek Kowalczyk, polski piłkarz
  - Paweł Mucha, polski prawnik, urzędnik państwowy
  - Romanus Orjinta, nigeryjski piłkarz (zm. 2014)
  - Riin Tamm, estońska biolog molekularna, genetyk
- 14 sierpnia:
  - Laura Abalo, argentyńska wioślarka
  - Earl Barron, amerykański koszykarz
  - Aneta Jadowska, polska pisarka fantasy
  - Anna Świderek, polska siatkarka
  - Jessenia Uceda, peruwiańska siatkarka
- 16 sierpnia:
  - Taylor Rain, amerykańska aktorka pornograficzna
  - Leevan Sands, bahamski lekkoatleta, trójskoczek
  - Roque Santa Cruz, paragwajski piłkarz
- 17 sierpnia:
  - Sacha Lima, boliwijski piłkarz
  - Jayna Oso, amerykańska aktorka pornograficzna
  - Alessandro Paparoni, włoski siatkarz
  - Craig Rocastle, grenadyjski piłkarz
- 18 sierpnia:
  - Barbara Letka, polska judoczka
  - César Delgado, argentyński piłkarz
  - Jan Frodeno, niemiecki triathlonista
  - Nicolas Prost, francuski kierowca wyścigowy
  - Krzysztof Radzikowski, polski strongman
  - Dimitris Salpingidis, grecki piłkarz
  - Frida Svensson, szwedzka wioślarka
  - Lucas Vonlanthen, szwajcarski narciarz, kombinator norweski
- 19 sierpnia:
  - Jan Hudec, kanadyjski narciarz alpejski pochodzenia czeskiego
  - Sabrina Jonnier, francuska kolarka górska
  - Anna Nowosad, polska prawnik, działaczka społeczna, instruktorka harcerska
  - Liu Yin, chińska curlerka
- 20 sierpnia – Thomas Hörl, austriacki skoczek narciarski
- 21 sierpnia: 
  - Collie Buddz, amerykański muzyk reggae
  - Mike Candys, szwajcarski didżej, producent muzyczny
  - Marzena Cieślik, polska modelka, zdobywczyni tytułu Miss Polonia
  - Anna Ilczuk, polska aktorka
  - Anna Krupa, polska pedagog i aktorka
  - Alina Tarachowicz, polska szachistka
  - Ross Thomas, amerykański aktor
- 22 sierpnia:
  - Nancy Langat, kenijska lekkoatletka, biegaczka średniodystansowa
  - Alżbeta Lenska, polska aktorka pochodzenia czeskiego
  - Ross Marquand, amerykański aktor
  - Siyabonga Nkosi, południowoafrykański piłkarz
  - Karolina Nolbrzak, polska aktorka
  - Christina Obergföll, niemiecka lekkoatletka, oszczepniczka
  - Logan Pause, amerykański piłkarz
  - Roko Sikirić, chorwacki siatkarz
- 23 sierpnia:
  - Carlos Cuéllar, hiszpański piłkarz
  - Stephan Loboué, iworyjski piłkarz, bramkarz
  - Carmen Luvana, amerykańska aktorka pornograficzna
  - Tim Maeyens, belgijski wioślarz
  - Stefan Plewniak, polski skrzypek, dyrygent, producent muzyczny
  - Michał Smalec, polski lekkoatleta, długodystansowiec
- 24 sierpnia:
  - Chad Michael Murray, amerykański aktor i model
  - Artem Bucki, ukraiński koszykarz
- 25 sierpnia:
  - Rachel Bilson, amerykańska aktorka
  - Aleksiej Bugajew, rosyjski piłkarz
  - Zaur Həşimov, azerski piłkarz
  - Liza Jörnung, szwedzka lekkoatletka, tyczkarka
  - Jelena Konstantinowa, rosyjska siatkarka
  - Luigi Lavecchia, włoski piłkarz
  - Cezary Łukaszewicz, polski aktor
  - Seçkin Özdemir, turecki aktor
  - Camille Pin, francuska tenisistka
  - Jean-Julien Rojer, holenderski tenisista
- 26 sierpnia – Jacek Wójcicki, polski samorządowiec, prezydent Gorzowa Wielkopolskiego
- 27 sierpnia:
  - Clarissa Chun, amerykańska zapaśniczka pochodzenia chińskiego
  - Israel Rodríguez, hiszpański siatkarz
  - Collin Samuel, trynidadzko-tobagijski piłkarz
- 28 sierpnia:
  - Andreas Baumgartner, austriacki skoczek narciarski
  - Clarisa Fernández, argentyńska tenisistka
  - Daniel Gygax, szwajcarski piłkarz
  - Alessia Lanzini, włoska siatkarka
  - Ulises Solís, meksykański bokser
  - Vũ Như Thành, wietnamski piłkarz
  - Agata Wróbel, polska sztangistka
- 29 sierpnia:
  - Lanny Barby, kanadyjska aktorka pornograficzna
  - Émilie Dequenne, belgijska aktorka (zm. 2025)
  - Hugues Duboscq, francuski pływak
  - Martin Erat, czeski hokeista
  - Soane Havea, tongański rugbysta
  - Sabina Kubisztal, polska piłkarka ręczna, bramkarka
  - Branislav Obžera, słowacki piłkarz
  - Jay Ryan, nowozelandzki aktor, producent filmowy
  - Jakub Stefaniak, polski dziennikarz, polityk
- 30 sierpnia: 
  - Izabela Kała, polska aktorka
  - Tomasz Majewski, polski lekkoatleta, kulomiot
  - André Niklaus, niemiecki lekkoatleta, wieloboista
  - Amanda Overland, kanadyjska łyżwiarka szybka
  - Mohamed Sobhy, egipski piłkarz
- 31 sierpnia:
  - 40 Cal., amerykański raper
  - Örn Arnarson, islandzki pływak
  - Joshua Close, kanadyjski aktor
  - Matt Ellis, kanadyjski hokeista
  - Ahmad al-Harisi, omański kierowca wyścigowy
  - Plenette Pierson, amerykańska koszykarka
  - Paulina Sigg, fińska lekkoatletka, tyczkarka
- 1 września:
  - Barbara Bieganowska, polska lekkoatletka, biegaczka, paraolimpijka
  - Piotr Duda, polski piłkarz
  - Aleksiej Iwanow, rosyjski piłkarz
  - Boyd Holbrook, amerykański aktor, model
  - Michael Maze, duński tenisista stołowy
  - Maksim Pantielejmonienko, rosyjski siatkarz
  - Rafał Weber, polski urzędnik państwowy, polityk, poseł na Sejm RP
- 3 września:
  - Fodé Mansaré, gwinejski piłkarz
  - Carl Meyer, nowozelandzki wioślarz
  - David Moretti, amerykański aktor
  - Jessica Zelinka, kanadyjska lekkoatletka, wieloboistka
- 4 września:
  - Beyoncé, amerykańska piosenkarka, aktorka
  - Tomáš Hübschman, czeski piłkarz
  - Lesia Jewdokimowa, rosyjska siatkarka
  - Lacey Sturm, amerykańska piosenkarka
  - Agnieszka Wolska, polska piłkarka ręczna
- 6 września:
  - Karolina Jarzyńska, polska lekkoatletka, biegaczka długodystansowa
  - Søren Larsen, duński piłkarz
  - Amir Hosejn Sadeghi, irański piłkarz
  - Brandon Simpson, jamajski lekkoatleta, sprinter
- 7 września:
  - Hannah Herzsprung, niemiecka aktorka
  - Witek Muzyk Ulicy, polski wokalista, kompozytor, akordeonista, gitarzysta, autor tekstów, aranżer (zm. 2024)
  - Anna Wendzikowska, polska aktorka
  - Gökhan Zan, turecki piłkarz
  - Rob Zepp, niemiecki hokeista, bramkarz pochodzenia kanadyjskiego
- 8 września:
  - Gregory Burke, amerykański aktor
  - Teruyuki Moniwa, japoński piłkarz
  - Morten Gamst Pedersen, norweski piłkarz
  - Jonathan Taylor Thomas, amerykański aktor
  - Katarzyna Maria Zielińska, polska aktorka
- 9 września:
  - Grzegorz Dziamka, polski perkusista, członek zespołu Afromental
  - Julie Gonzalo, argentyńska aktorka
- 10 września:
  - Paulina Brzeźna-Bentkowska, polska kolarka szosowa
  - Marco Chiudinelli, szwajcarski tenisista
  - Germán Denis, argentyński piłkarz
  - José Moreno, kolumbijski piłkarz
  - Filippo Pozzato, włoski kolarz szosowy
  - Wang Dong, chiński piłkarz
  - Jay Williams, amerykański koszykarz
- 11 września:
  - Marcus Becker, niemiecki kajakarz górski
  - Andreas Birnbacher, niemiecki biathlonista
  - Andrea Dossena, włoski piłkarz
  - Paweł Dyllus, polski operator, montażysta, reżyser i scenarzysta filmowy
  - Mahdi Hadżizade, irański zapaśnik
  - Agnieszka Karcz, polska piłkarka
  - Dylan Klebold, amerykański masowy morderca (zm. 1999)
  - Maria Yamamoto, japońska aktorka głosowa, piosenkarka
- 12 września:
  - Jerel Blassingame, amerykański koszykarz
  - Marijan Buljat, chorwacki piłkarz
  - Jennifer Hudson, amerykańska aktorka, piosenkarka
  - Ana Miguel dos Santos, portugalska prawnik, polityk, eurodeputowana
  - Łukasz Sokół, polski hokeista
  - Sabina Wojtala, polska łyżwiarka figurowa
- 13 września:
  - Koldo Fernández, hiszpański kolarz szosowy
  - Antonio López Guerrero, hiszpański piłkarz
  - Aldona Świtała, polska lekkoatletka, skoczkini w dal
- 14 września:
  - Tanja Bakić, czarnogórska pisarka, tłumaczka
  - Sarah Dawn Finer, szwedzka piosenkarka, aktorka
  - Agnieszka Drotkiewicz, polska pisarka
  - Magdalena Kozioł, polska judoczka
  - Miyavi, japoński piosenkarz, aktor
  - Stefan Reisinger, niemiecki piłkarz
  - Ashley Roberts, amerykańska piosenkarka, aktorka, modelka, tancerka
  - Mario Rodríguez, gwatemalski piłkarz
  - Karolina Siódmiak, polska piłkarka ręczna
- 15 września – Jani Mylläri, fiński skoczek narciarski
- 16 września:
  - Sebastian Biederlack, niemiecki hokeista na trawie
  - Alexis Bledel, amerykańska aktorka
  - Alicja Curanović, polska humanistka, wykładowca akademicki
  - Reinhard Eberl, austriacki skoczek narciarski
  - Fan Bingbing, chińska aktorka, piosenkarka
  - L.U.C., polski raper, kompozytor, producent muzyczny
  - Zahid Məmmədov, azerski zawodnik taekwondo
  - Alexandra do Nascimento-Martínez, brazylijska piłkarka ręczna
  - Juan Severino Somoza, portugalski rugbysta
  - Marcin Wyrostek, polski akordeonista
- 17 września:
  - Elodie Ajinça, francuska kolarka BMX
  - Bakari Koné, iworyjski piłkarz
  - Kerstin Naumann, niemiecka wioślarka
  - Anna Olofsson, szwedzka snowboardzistka
  - Jonathan Radtke, amerykański gitarzysta, członek zespołu Kill Hannah
- 18 września:
  - Kristaps Valters, łotewski koszykarz
  - Andrea Caracciolo, włoski piłkarz
  - David Lafata, czeski piłkarz
  - Jennifer Tisdale, amerykańska aktorka, modelka
- 19 września:
  - Damiano Cunego, włoski kolarz szosowy
  - Rick DiPietro, amerykański hokeista pochodzenia włoskiego
  - Rika Fujiwara, japońska tenisistka
  - Christian Gratzei, austriacki piłkarz, bramkarz
  - Amy Meyer, australijska judoczka
  - Karolina Tłustochowska, polska lekkoatletka, płotkarka
  - Krzysztof Włodarczyk, polski bokser
- 21 września:
  - Katarzyna Gajgał-Anioł, polska siatkarka
  - Magdalena Górska, polska aktorka
  - Gergely Gulyás, węgierski prawnik, polityk
  - Masud Haszemzade, irański zapaśnik
  - Wiktar Korbut, białoruski historyk, dziennikarz
  - Ben Kersten, australijski kolarz szosowy i torowy
  - Amel Mekić, bośniacki judoka
  - Dariusz Nojman, polski reżyser filmowy
  - Nicole Richie, amerykańska aktorka, piosenkarka
  - Rimi Sen, indonezyjska aktorka
  - Dariusz Styczeń, polski muzyk, kompozytor, producent muzyczny, członek zespołów: Sceptic, Crionics, Thy Disease, Anal Stench i Sane
- 22 września:
  - Serdar Berdimuhamedow, turkmeński polityk, prezydent Turkmenistanu
  - Adam Lazzara, amerykański wokalista pochodzenia włoskiego, członek zespołu Taking Back Sunday
  - Joci Pápai, węgierski piosenkarz, raper, gitarzysta, aktor głosowy
  - Linda Persson, szwedzka lekkoatletka, tyczkarka
  - Alexei Ramírez, kubański baseballista
  - Anita Schätzle, niemiecka zapaśniczka
  - Gonzalo Vargas, urugwajski piłkarz
  - Kōji Yamase, japoński piłkarz
- 23 września:
  - Robert Doornbos, holenderski kierowca wyścigowy
  - Natalie Horler, niemiecka piosenkarka pochodzenia brytyjskiego
  - Saimir Pirgu, albański śpiewak operowy (tenor)
  - Tatjana Wieszkurowa, rosyjska lekkoatletka, sprinterka
- 26 września:
  - Marina Maljković, serbska trenerka koszykarska
  - Collien Fernandes, niemiecka prezenterka telewizyjna, aktorka
  - Marica Hase, japońska aktorka filmów porno
  - Christina Milian, amerykańska piosenkarka
  - Jaime Penedo, panamski piłkarz, bramkarz
  - Klaas Veering, holenderski hokeista na trawie, bramkarz
  - Serena Williams, amerykańska tenisistka
  - Paweł Wolak, polsko-amerykański bokser
  - Yao Beina, chińska piosenkarka (zm. 2015)
- 27 września:
  - Cytherea, amerykańska aktorka filmów porno
  - Ola Englund, szwedzki muzyk, kompozytor, wokalist, producent muzyczny, inżynier dźwięku, członek zespołów: Feared, Scarpoint(inne języki), The Haunted, Six Feet Under, Sorcerer i Subcyde
  - Aghwan Mykyrtczian, ormiański piłkarz
  - Mitar Novaković, czarnogórski piłkarz
  - Swetlana Pessowa, turkmeńska lekkoatletka, wieloboistka
  - Tomáš Petříček, czeski politolog, polityk
  - Luis Alonso Sandoval, meksykański piłkarz
  - Jeremy Stenberg, amerykański zawodnik FMX
  - Mirjam Weichselbraun, austriacka dziennikarka i prezenterka telewizyjna
- 28 września:
  - Cecilia Brækhus, norweska pięściarka
  - Willy Caballero, argentyński piłkarz, bramkarz
  - José Calderón, hiszpański koszykarz
  - Carlos Coloma, hiszpański kolarz górski
  - Cyrus Engerer, maltański polityk, eurodeputowany
  - Jorge Guagua, ekwadorski piłkarz
  - Jerrika Hinton, amerykańska aktorka
  - Marcin Jędrusiński, polski lekkoatleta, sprinter
  - Marjan Marković, serbski piłkarz
  - Mitar Peković, czarnogórski piłkarz
  - Derek Poundstone, amerykański trójboista siłowy, strongman
  - Guillaume Samica, francuski siatkarz
  - Marta Szczygielska, polsko-belgijska siatkarka
  - Trixi Worrack, niemiecka kolarka szosowa, torowa i przełajowa
- 29 września:
  - Michał Gawliński, polski aktor kabaretowy
  - Nam Hyun-hee, południowokoreańska florecistka
  - Shane Smeltz, nowozelandzki piłkarz
- 30 września:
  - Cecelia Ahern, irlandzka pisarka
  - Kristina Barrois, niemiecka tenisistka
  - Enamul Hossain, banglijski szachista
  - Cathrine Kraayeveld, amerykańska koszykarka
  - Igor Kunicyn, rosyjski tenisista
  - Panajotis Mandis, grecki żeglarz sportowy
  - Jan Rajnoch, czeski piłkarz
  - Óscar Serrano, hiszpański piłkarz
- 1 października:
  - Júlio Baptista, brazylijski piłkarz
  - Rupert Friend, brytyjski aktor
  - Deborah James, brytyjska dziennikarka (zm. 2022)
  - Paulina Węglarz, polska judoczka
- 2 października:
  - James Cerretani, amerykański tenisista
  - Marcin Horała, polski prawnik, polityk, wiceminister, poseł na Sejm RP
  - Rafał Kukla, polski samorządowiec, burmistrz Gorlic
  - Andrzej Lampert, polski wokalista, kompozytor, autor tekstów, członek zespołu PIN
  - Cristian Mijares, meksykański bokser
  - Riad Ribeiro, brazylijski siatkarz
  - Avy Scott, amerykańska aktorka filmów porno
  - Luke Wilkshire, australijski piłkarz
- 3 października:
  - Sylwia Bogacka, polska strzelczyni sportowa
  - Zlatan Ibrahimović, szwedzki piłkarz pochodzenia bośniackiego
  - Andreas Isaksson, szwedzki piłkarz, bramkarz
  - Ronald Rauhe, niemiecki kajakarz
- 4 października:
  - Natalja Korostielowa, rosyjska biegaczka narciarska
  - Iván Márquez, wenezuelski siatkarz
  - Lionel Mathis, francuski piłkarz
  - Jawad Ouaddouch, marokański piłkarz
  - Sarah Siegelaar, holenderska wioślarka
  - Justin Williams, kanadyjski hokeista
- 5 października:
  - Enrico Fabris, włoski łyżwiarz szybki
  - Joel Lindpere, estoński piłkarz
  - Iran Malfitano, brazylijski aktor
  - Mohamed Shawky, egipski piłkarz
  - Agnieszka Wołoszyn, polska siatkarka
- 6 października:
  - Lutz Altepost, niemiecki kajakarz
  - Claudia Álvarez, meksykańska aktorka
  - Zurab Chizaniszwili, gruziński piłkarz
  - Andranik Hakopian, ormiański bokser
  - Chiharu Ichō, japońska zapaśniczka
  - Jakub Jakowicz, polski skrzypek
  - José Luis Perlaza, ekwadorski piłkarz
  - Udomporn Polsak, tajska sztangistka
  - Witalij Szumiejko, rosyjski piłkarz pochodzenia ukraińskiego
  - Cavid Tağıyev, azerski bokser
  - Thomas Troelsen, duński piosenkarz, autor tekstów, producent muzyczny
- 7 października – Desmon Farmer, amerykański koszykarz
- 8 października:
  - Selim Benachour, tunezyjski piłkarz, trener
  - Arkadiusz Karapuda, polski artysta wizualny, malarz
  - Chris Killen(inne języki), nowozelandzki piłkarz
  - Yanelis Labrada, kubańska taekwondzistka
  - Matteo Morandi, włoski gimnastyk
  - Dmitrij Safronow, rosyjski lekkoatleta, maratończyk
  - Zhao Ruirui, chińska siatkarka
  - Davide Zoboli, włoski piłkarz
- 9 października:
  - Zachery Ty Bryan, amerykański aktor
  - Gaël Givet, francuski piłkarz
  - Tad Hilgenbrink, amerykański aktor
  - Ryōichi Maeda, japoński piłkarz
  - Darius Miles, amerykański koszykarz
  - Rafał Murawski, polski piłkarz
  - Dawid Przybyszewski, polski koszykarz
  - Urška Žolnir, słoweńska judoczka
- 12 października:
  - Engin Akyürek, turecki aktor
  - Shola Ameobi, nigeryjski piłkarz
  - D’or Fischer, amerykańsko-izraelski koszykarz
  - Marcel Hossa, słowacki hokeista
  - Szymon Kołecki, polski sztangista, zawodnik MMA, działacz sportowy
  - Anastasia Oberstolz-Antonowa, rosyjsko-włoska saneczkarka
  - Badrachyn Odonczimeg, mongolska zapaśniczka
  - Luciano Orquera, włoski rugbysta pochodzenia argentyńskiego
  - Nobuo Nashiro, japoński bokser
  - Winston Parks, kostarykański piłkarz
  - Indriði Sigurðsson, islandzki piłkarz
  - Brian J. Smith, amerykański aktor
  - Sun Tiantian, chińska tenisistka
- 15 października:
  - Dżarrah al-Atiki, kuwejcki piłkarz
  - Francesco Benussi, włoski piłkarz, bramkarz
  - Keyshia Cole, amerykańska piosenkarka, autorka tekstów
  - Jelena Diemientjewa, rosyjska tenisistka
  - Bridgid Isworth, australijska lekkoatletka, tyczkarka
  - Vince Kapcsos, węgierski piłkarz
  - Markku Koski, fiński snowboardzista
  - Brandon Jay McLaren, kanadyjski piłkarz
  - Yu Tao, chiński piłkarz
  - Radoslav Židek, słowacki snowboardzista
- 16 października:
  - Dominika Schulz, polska siatkarka
  - Marta Solipiwko, polska siatkarka
- 17 października – Deborah Samson, filipińska lekkoatletka, tyczkarka
- 18 października – Marc Vogel, szwajcarski skoczek narciarski
- 19 października – Heikki Kovalainen, fiński kierowca wyścigowy
- 21 października:
  - Carmella Bing, amerykańska aktorka pornograficzna
  - Katarína Kováčová, słowacka siatkarka
  - Nemanja Vidić, serbski piłkarz
- 24 października:
  - Tila Tequila, amerykańska piosenkarka i showmenka
  - Chris Booker, amerykański koszykarz
- 27 października – Anna Wielgus, polska lekkoatletka, tyczkarka
- 28 października – Milan Baroš, czeski piłkarz
- 29 października – Amanda Beard, amerykańska pływaczka
- 30 października:
  - Anna Krupka, polska polityk, posłanka na Sejm VIII kadencji
  - Cassandra Potter, amerykańska curlerka
  - Iwajło Stojmenow, bułgarski piłkarz
  - Katarzyna Żegilewicz, polska brydżystka
- 31 października:
  - Frank Iero, gitarzysta zespołu My Chemical Romance
  - Monika Johne, polska szpadzistka
- 1 listopada:
  - Marta Chodorowska, polska aktorka
  - Marie Luv, amerykańska aktorka pornograficzna
- 2 listopada – Martina Ratej, słoweńska lekkoatletka, oszczepniczka
- 3 listopada – Kaja Załęczna, polska piłkarka ręczna
- 4 listopada – Martina Strutz, niemiecka lekkoatletka, tyczkarka
- 6 listopada:
  - Sylwia Gruchała, polska florecistka, medalistka olimpijska
  - Sarah Taylor, amerykańska tenisistka
- 7 listopada – Lily Thai, amerykańska aktorka pornograficzna
- 9 listopada – Yaima Ortíz Charro, kubańska siatkarka
- 12 listopada – Annika Becker, niemiecka lekkoatletka, tyczkarka
- 13 listopada:
  - Leila Ben Youssef, tunezyjska lekkoatletka, tyczkarka
  - Mirela Delić, chorwacka siatkarka
- 14 listopada:
  - Wang Jianxun, chiński skoczek narciarski
  - Russell Tovey, brytyjski aktor
- 16 listopada:
  - Alexandra Grauvogl, niemiecka narciarka alpejska
  - Honza Zamojski, polski artysta współczesny
- 17 listopada – Sarah Harding, angielska piosenkarka (Girls Aloud) (zm. 2021)
- 18 listopada:
  - Slavomíra Sľúková, słowacka lekkoatletka, tyczkarka
  - Allison Tolman, amerykańska aktorka
- 19 listopada:
  - Marcus Banks, amerykański koszykarz
  - Yuki Shōji, japońska siatkarka
- 20 listopada:
  - Tara Rose Hedican, kanadyjska zapaśniczka
  - Kimberley Walsh, angielska piosenkarka (Girls Aloud)
- 21 listopada – Joanna Rosik, polska piłkarka ręczna
- 22 listopada – Beata Bartków-Kwiatkowska, polska strzelczyni
- 24 listopada:
  - Cliff Hawkins, amerykański koszykarz
  - Oliwia Spiker, polsko-niemiecka pięściarka
- 25 listopada – Jared Jeffries, amerykański koszykarz
- 26 listopada:
  - Natasha Bedingfield, angielska piosenkarka
  - Aurora Snow, amerykańska aktorka pornograficzna
- 27 listopada:
  - Maria Ferrand, peruwiańska lekkoatletka, tyczkarka
  - Justyna Nazarczyk, polska piłkarka
- 28 listopada:
  - Justyna Dysarz, polska zawodniczka ujeżdżenia
  - Fabienne Meyer, szwajcarska bobsleistka
- 29 listopada:
  - Cristina Bella, węgierska aktorka pornograficzna
  - Carmen Caso, dominikańska siatkarka
- 30 listopada:
  - Steffen Driesen, niemiecki pływak
  - Teresa Nzola Meso Ba, francuska lekkoatletka, trójskoczkini pochodzenia angolskiego
  - Sebastian Przyrowski, polski piłkarz, bramkarz
- 2 grudnia – Britney Spears, amerykańska piosenkarka pop
- 3 grudnia – Choi Heung-chul, koreański skoczek narciarski
- 4 grudnia:
  - Anastasija Azarka, białoruska działaczka opozycyjna
  - Courtney Cummz, amerykańska aktorka pornograficzna
  - Przemysław Staniszewski, polski samorządowiec, prawnik, prezydent Zgierza
- 5 grudnia – Joanna Staniucha-Szczurek, polska siatkarka
- 6 grudnia – Katarzyna Sielicka, polska siatkarka
- 7 grudnia – Martin Tomczyk, niemiecki kierowca wyścigowy
- 11 grudnia:
  - Nikki Benz, kanadyjska aktorka pornograficzna
  - Rebekkah Brunson, amerykańska koszykarka, trenerka
  - Marta Kuehn-Jarek, polska siatkarka
  - Javier Saviola, argentyński piłkarz, reprezentant, zdobywca Pucharu UEFA 2005/2006
- 12 grudnia:
  - Aleksandra Liniarska, polska siatkarka
  - Masami Yokoyama, japońska siatkarka
- 13 grudnia:
  - Olesia Arsłanowa, kazachska siatkarka
  - Amy Lee, wokalistka zespołu Evanescence
- 18 grudnia – Agnieszka Kudelska, polska aktorka dubbingowa
- 19 grudnia – Drake Diener, amerykański koszykarz, trener
- 20 grudnia:
  - María del Carmen Paredes, boliwijska lekkoatletka, tyczkarka
  - Ewa Nowakowska, polska lekkoatletka, wieloboistka
- 21 grudnia – Ewelina Dązbłaż, polska siatkarka
- 22 grudnia:
  - Anna Antonowicz, polska aktorka
  - Shinsuke Kashiwagi, japoński koszykarz
  - Marina Kupcowa, rosyjska lekkoatletka, skoczkini wzwyż
  - Nicolas Vaporidis, włoski aktor
- 23 grudnia:
  - Angelo Kelly, hiszpański piosenkarz, jeden z członków zespołu The Kelly Family
  - Beth, hiszpańska piosenkarka, reprezentantka Hiszpanii podczas 48. Konkursu Piosenki Eurowizji
  - Agnes Milowka, australijska nurek jaskiniowa, filmowiec (zm. 2011)
- 24 grudnia:
  - Amal Adam, egipska łuczniczka
  - Dima Biłan, rosyjski piosenkarz, zwycięzca Eurowizji w 2008
  - Jakub Jabłoński, polski ilustrator, grafik i reżyser filmów animowanych
  - Sophie Moone, węgierska aktorka pornograficzna
- 25 grudnia – Merike Anderson, estońska koszykarka
- 26 grudnia:
  - Armelle Faesch, francuska siatkarka
  - Anna Lebiediewa, kazachska biathlonistka
- 27 grudnia – Joanna Kaczor, polska lekkoatletka, biegaczka średniodystansowa
- 28 grudnia – Sienna Miller, brytyjska aktorka
- 30 grudnia – Sylwester Tułajew, polski samorządowiec, polityk, poseł na Sejm RP
- 31 grudnia:
  - Jolanta Guzik, polska szachistka
  - Margaret Simpson, ghańska lekkoatletka, wieloboistka

- data dzienna nieznana – Aleksandra Cieślak, autorka tekstów dla dzieci oraz dorosłych, ilustratorka, graficzka, reżyserka, rzeźbiarka

## Zmarli
- 1 stycznia – Kazimierz Michałowski, polski archeolog i historyk sztuki (ur. 1901)
- 5 stycznia – Harold Clayton Urey, amerykański chemik, noblista (ur. 1893)
- 6 stycznia – Archibald Joseph Cronin, brytyjski pisarz (ur. 1896)
- 9 stycznia – Kazimierz Serocki, polski kompozytor i pianista (ur. 1922)
- 14 stycznia – Romuald Adam Cebertowicz, polski inżynier, hydrotechnik (ur. 1897)
- 15 stycznia – Franciszek Moskwa, kupiec, kolekcjoner, bibliofil rzeszowski (ur. 1901)
- 23 stycznia – Samuel Barber, amerykański kompozytor (ur. 1910)
- 8 lutego – Jakob Bender, niemiecki piłkarz (ur. 1910)
- 9 lutego – Bill Haley, amerykański muzyk i wokalista (ur. 1925)
- 13 lutego – Wacław Kuchar, polski wszechstronny sportowiec, olimpijczyk (ur. 1897)
- 16 lutego – Zygmunt Brockhusen, major piechoty Wojska Polskiego, działacz konspiracyjny (ur. 1894)
- 20 lutego – Jacob Bakema, holenderski architekt (ur. 1914)
- 6 marca – Henryk Zieliński, polski historyk, znaleziony martwy na ulicy, przyczyn śmierci do dziś nie wyjaśniono (ur. 1920)
- 7 marca – Bosley Crowther, amerykański dziennikarz i krytyk filmowy „The New York Timesa (ur. 1905)
- 9 marca – Max Delbrück, niemiecki biolog (ur. 1906)
- 11 marca – Kazimierz Kordylewski, polski astronom (ur. 1903)
- 17 marca – Maria Łaszkiewicz, polska twórczyni tkaniny artystycznej, reprezentantka polskiej szkoły tkaniny (ur. 1891)
- 7 kwietnia – Krzysztof Klenczon, polski kompozytor, wokalista i gitarzysta (ur. 1942)
- 8 kwietnia – Omar Bradley, amerykański generał (ur. 1893)
- 12 kwietnia:
  - Petrus Beukers, holenderski żeglarz, medalista olimpijski (ur. 1899)
  - Andrzej Krzeptowski II, polski narciarz olimpijczyk, kierownik schronisk tatrzańskich (ur. 1902)
  - Joe Louis, amerykański bokser wagi ciężkiej, mistrz świata (ur. 1914)
- 13 kwietnia – Feliks Olko, pułkownik SB (ur. 1908)
- 17 kwietnia – Ludwik Sempoliński, polski aktor, reżyser, pedagog teatralny (ur. 1899)
- 24 kwietnia – Małgorzata Glücksburg, księżniczka grecka i duńska (ur. 1905)
- 26 kwietnia – Grunia Suchariewa, radziecka psychiatra dziecięca, która pierwsza opublikowała szczegółowy opis objawów autystycznych (ur. 1891)
- 2 maja – Wacław Barcikowski, polski działacz państwowy i polityczny, prawnik (ur. 1887)
- 9 maja – Nelson Algren, amerykański pisarz (ur. 1909)
- 11 maja – Bob Marley, jamajski muzyk reggae (ur. 1945)
- 18 maja – William Saroyan, pisarz amerykański ormiańskiego pochodzenia (ur. 1908)
- 24 maja – Jaime Roldós Aguilera, prawnik i polityk ekwadorski, prezydent kraju (ur. 1940)
- 28 maja – Stefan Wyszyński, prymas Polski, kardynał (ur. 1901)
- 29 maja – Janusz Minkiewicz, polski pisarz, satyryk (ur. 1914)
- 30 maja – Ziaur Rahman, banglijski polityk i wojskowy (ur. 1936)
- 3 czerwca – Carleton Coon, amerykański antropolog (ur. 1904)
- 11 czerwca – Maria Czapska, polska historyk literatury, eseistka, redaktorka paryskiej „Kultury” (ur. 1894)
- 16 czerwca – Jule Charney, amerykański meteorolog (ur. 1917)
- 25 czerwca – Romuald Łukaszyk, polski duchowny katolicki, teolog (ur. 1930)
- 1 lipca – Marcel Breuer, węgierski architekt (ur. 1902)
- 9 lipca – Willi Beuster, niemiecki polityk (ur. 1908)
- 12 lipca – Boris Polewoj, rosyjski dziennikarz i prozaik (ur. 1908)
- 16 lipca:
  - Richard Hyland, amerykański sportowiec, medalista olimpijski (ur. 1901)
  - Jacob Wolfowitz, amerykański statystyk (ur. 1910)
- 22 lipca – Maria Agnieszka od Najświętszego Sakramentu, meksykańska zakonnica, założycielka Klarysek Misjonarek i Misjonarzy Chrystusa, błogosławiona katolicka (ur. 1904)
- 27 lipca – William Wyler, amerykański reżyser filmowy (ur. 1902)
- 1 sierpnia – Jan Batory, polski reżyser filmowy i scenarzysta (ur. 1921)
- 5 sierpnia – Jerzy Spława-Neyman, amerykański matematyk polskiego pochodzenia (ur. 1894)
- 10 sierpnia – Jack Kiefer, amerykański statystyk (ur. 1924)
- 26 sierpnia – Kazimierz Zembrzuski, polski inżynier mechanik, konstruktor lokomotyw; profesor Politechniki Warszawskiej (ur. 1905)
- 28 sierpnia – Eugeniusz Słuszkiewicz, polski językoznawca, poliglota, tłumacz (ur. 1901)
- 1 września – Albert Speer, niemiecki polityk i architekt, jeden z przywódców hitlerowskich Niemiec (ur. 1905)
- 2 września – Tadeusz Baird, polski kompozytor (ur. 1928)
- 3 września – Theodore Roszak, amerykański rzeźbiarz polskiego pochodzenia (ur. 1907)
- 8 września – Hideki Yukawa (jap. 湯川 秀樹), japoński fizyk (ur. 1907)
- 9 września – Jacques Lacan, francuski psychiatra i psychoanalityk (ur. 1901)
- 12 września – Eugenio Montale, włoski poeta (ur. 1896)
- 14 września – Yasuji Kiyose, japoński kompozytor (ur. 1900)
- 17 września – Antoni Wojda, polski nauczyciel, działacz związkowy i polityczny, wiceprezydent Chorzowa, przewodniczący Prezydium MRN w Bytomiu i Katowicach (ur. 1907)
- 23 września – Zofia Vetulani, polska urzędniczka państwowa (ur. 1893)
- 27 września – Bronisław Malinowski, polski lekkoatleta, zginął w wypadku samochodowym na moście pod Grudziądzem (ur. 1951)
- 3 października – Tadeusz Kotarbiński, polski filozof (ur. 1886)
- 6 października – Anwar as-Sadat (arab. أنور السادات), egipski prezydent, zamordowany w czasie defilady wojskowej z okazji 8 rocznicy wojny Jom Kipur (ur. 1918)
- 29 października:
  - Georges Brassens, francuski bard (ur. 1921)
  - Herbert Westermark, szwedzki żeglarz, medalista olimpijski (ur. 1891)
- 30 października – Mieczysław Szerer, polski prawnik socjolog i publicysta (ur. 1884)
- 4 listopada – Andrzej Jórczak, polski fotografik, kurator sztuki (ur. 1944)
- 5 listopada – Stanisław Mazur, polski matematyk, współtwórca lwowskiej szkoły matematycznej (ur. 1905)
- 11 listopada – Jerzy Kornacki, polski prozaik (ur. 1908)
- 15 listopada:
  - Adam Dzianott, polski żołnierz, oficer c. i k. armii, podpułkownik dyplomowany Wojska Polskiego (ur. 1894)
  - Walter Heitler, niemiecki fizyk i chemik (ur. 1904)
- 22 listopada – Hans Adolf Krebs, niemiecki biochemik (ur. 1900)
- 26 listopada – Max Euwe, holenderski szachista, mistrz świata w szachach (ur. 1901)
- 29 listopada – Natalie Wood, amerykańska aktorka (ur. 1938)
- listopad – William Holden, amerykański aktor (ur. 1918)
- 9 grudnia – Rudy Scholz, amerykański sportowiec i prawnik, medalista olimpijski (ur. 1896)
- 13 grudnia – William K. Jackson, amerykański działacz religijny, członek Ciała Kierowniczego Świadków Jehowy (ur. 1901)
- 14 grudnia:
  - Ludwik Cohn, polski adwokat, radca prawny, działacz socjalistyczny pochodzenia żydowskiego (ur. 1902)
  - Tadeusz Falkiewicz, polski major, neurolog, samorządowiec (ur. 1897)
  - Paolo Mosconi, włoski duchowny katolicki, arcybiskup, pronuncjusz apostolski (ur. 1914)
  - Clarence Oldfield, południowoafrykański lekkoatleta, sprinter (ur. 1899)
  - Anton Perwein, austriacki piłkarz ręczny (ur. 1911)
- 15 grudnia:
  - Sam Jones, amerykański kontrabasista jazzowy (ur. 1924)
  - Akop Manukian, radziecki pilot wojskowy, as myśliwski (ur. 1916)
  - Ralph Pratt, amerykański kierowca wyścigowy (ur. 1910)
  - Michaił Żarow, rosyjski aktor, reżyser filmowy i teatralny (ur. 1899)

## Zdarzenia astronomiczne
- 4 lutego – obrączkowe zaćmienie Słońca
- 17 lipca – zaćmienie Księżyca
- 31 lipca – całkowite zaćmienie Słońca

## Nagrody Nobla
- z fizyki – Nicolaas Bloembergen, Arthur Leonard Schawlow, Kai M. Siegbahn
- z chemii – Ken’ichi Fukui, Roald Hoffmann
- z medycyny – Roger Sperry, David Hubel, Torsten N. Wiesel
- z literatury – Elias Canetti
- nagroda pokojowa – Urząd Wysokiego Komisarza ONZ do spraw Uchodźców
- z ekonomii – James Tobin

## Święta ruchome
- Tłusty czwartek: 26 lutego
- Ostatki: 3 marca
- Popielec: 4 marca
- Niedziela Palmowa: 12 kwietnia
- Wielki Czwartek: 16 kwietnia
- Wielki Piątek: 17 kwietnia
- Wielka Sobota: 18 kwietnia
- Pamiątka śmierci Jezusa Chrystusa: 19 kwietnia
- Wielkanoc: 19 kwietnia
- Poniedziałek Wielkanocny: 20 kwietnia
- Wniebowstąpienie Pańskie: 28 maja
- Zesłanie Ducha Świętego: 7 czerwca
- Boże Ciało: 18 czerwca